# فهرست خورشیدگرفتگی‌های سده ۱۳ (پیش از میلاد)
این فهرست شامل خورشیدگرفتگی‌های قرن سیزدهم پیش از میلاد است که در طی دورهٔ سال ۱۳۰۰ پیش از میلاد تا ۱۲۰۱ پیش از میلاد روی داده‌اند. در این دوره، ۲۵۰ خورشیدگرفتگی رخ داد که ۹۳ مورد آن خورشیدگرفتگی جزئی، ۸۶ مورد خورشیدگرفتگی حلقه‌ای، ۶۴ خورشیدگرفتگی کامل و ۷ مورد نیز از نوع خورشیدگرفتگی مرکب بود.
| تاریخ           | زمان بزرگترین گرفت | چرخهٔ ساروس | نوع    | قدر    | مدت زمان            | مکان                                            | مسیر گرفتگی            | ناحیهٔ جغرافیایی | منبع  |
| --------------- | ------------------ | ---------- | ------ | ------ | ------------------- | ----------------------------------------------- | ---------------------- | --------------- | ----- |
| ۱۵ آوریل ۱۳۰۰   | ۰۵:۴۳:۵۶           | ۸          | جزئی   | ۰.۱۸۹۳ | —                   | ۷۱°۳۰′شمالی ۱۱۸°۲۴′شرقی / ۷۱٫۵°شمالی ۱۱۸٫۴°شرقی | —                      |                 | [ ۱ ] |
| ۱۴ مه ۱۳۰۰      | ۱۶:۵۸:۵۰           | ۴۶         | جزئی   | ۰.۵۱۶۴ | —                   | ۷۰°۰۰′جنوبی ۹۳°۵۴′شرقی / ۷۰٫۰°جنوبی ۹۳٫۹°شرقی   | —                      |                 | [ ۱ ] |
| ۸ اکتبر ۱۳۰۰    | ۱۴:۰۸:۱۴           | ۱۳         | جزئی   | ۰.۴۴۶۶ | —                   | ۷۱°۳۶′جنوبی ۱°۱۲′شرقی / ۷۱٫۶°جنوبی ۱٫۲°شرقی     | —                      |                 | [ ۱ ] |
| ۷ نوامبر ۱۳۰۰   | ۰۱:۴۳:۰۳           | ۵۱         | جزئی   | ۰.۲۰۸۴ | —                   | ۷۰°۳۰′شمالی ۲۹°۴۸′غربی / ۷۰٫۵°شمالی ۲۹٫۸°غربی   | —                      |                 | [ ۱ ] |
| ۴ آوریل ۱۲۹۹    | ۰۸:۲۳:۳۷           | ۱۸         | حلقه‌ای | ۰.۹۴۱۵ | ۰۵ دقیقه و ۵۶ ثانیه | ۴۴°۴۲′شمالی ۱۶۶°۰۶′شرقی / ۴۴٫۷°شمالی ۱۶۶٫۱°شرقی | ۳۱۲ کیلومتر (۱۹۴ مایل) |                 | [ ۱ ] |
| ۲۸ سپتامبر ۱۲۹۹ | ۰۵:۵۸:۲۴           | ۲۳         | کامل   | ۱.۰۴۷۱ | ۰۳ دقیقه و ۵۰ ثانیه | ۳۳°۴۲′جنوبی ۱۵۴°۵۴′غربی / ۳۳٫۷°جنوبی ۱۵۴٫۹°غربی | ۱۹۹ کیلومتر (۱۲۴ مایل) |                 | [ ۱ ] |
| ۲۴ مارس ۱۲۹۸    | ۰۸:۵۶:۲۰           | ۲۸         | حلقه‌ای | ۰.۹۵۵۰ | ۰۵ دقیقه و ۳۵ ثانیه | ۵°۰۶′جنوبی ۱۷۸°۰۰′شرقی / ۵٫۱°جنوبی ۱۷۸٫۰°شرقی   | ۱۶۴ کیلومتر (۱۰۲ مایل) |                 | [ ۱ ] |
| ۱۷ سپتامبر ۱۲۹۸ | ۲۰:۳۳:۳۶           | ۳۳         | مرکب   | ۱.۰۱۶۸ | ۰۱ دقیقه و ۴۰ ثانیه | ۱۰°۴۸′شمالی ۱°۲۴′شرقی / ۱۰٫۸°شمالی ۱٫۴°شرقی     | ۵۸ کیلومتر (۳۶ مایل)   |                 | [ ۱ ] |
| ۱۲ مارس ۱۲۹۷    | ۱۴:۳۲:۰۲           | ۳۸         | حلقه‌ای | ۰.۹۹۴۳ | ۰۰ دقیقه و ۲۷ ثانیه | ۵۵°۱۲′جنوبی ۱۱۷°۳۰′شرقی / ۵۵٫۲°جنوبی ۱۱۷٫۵°شرقی | ۳۱ کیلومتر (۱۹ مایل)   |                 | [ ۱ ] |
| ۶ سپتامبر ۱۲۹۷  | ۰۵:۳۱:۲۲           | ۴۳         | حلقه‌ای | ۰.۹۵۷۵ | ۰۳ دقیقه و ۲۳ ثانیه | ۶۲°۴۸′شمالی ۱۰۵°۰۰′غربی / ۶۲٫۸°شمالی ۱۰۵٫۰°غربی | ۲۷۱ کیلومتر (۱۶۸ مایل) |                 | [ ۱ ] |
| ۳۱ ژانویه ۱۲۹۶  | ۱۸:۰۷:۱۰           | ۱۰         | جزئی   | ۰.۷۰۵۷ | —                   | ۶۸°۳۰′شمالی ۲۱°۲۴′شرقی / ۶۸٫۵°شمالی ۲۱٫۴°شرقی   | —                      |                 | [ ۱ ] |
| ۲ مارس ۱۲۹۶     | ۰۳:۰۷:۱۷           | ۴۸         | جزئی   | ۰.۱۶۵۵ | —                   | ۷۰°۴۲′جنوبی ۳۲°۴۲′شرقی / ۷۰٫۷°جنوبی ۳۲٫۷°شرقی   | —                      |                 | [ ۱ ] |
| ۲۷ ژوئیه ۱۲۹۶   | ۱۴:۴۸:۵۲           | ۱۵         | جزئی   | ۰.۳۳۳۰ | —                   | ۶۷°۳۶′جنوبی ۷۷°۲۴′شرقی / ۶۷٫۶°جنوبی ۷۷٫۴°شرقی   | —                      |                 | [ ۱ ] |
| ۲۱ ژانویه ۱۲۹۵  | ۱۰:۱۴:۵۸           | ۲۰         | کامل   | ۱.۰۴۲۲ | ۰۴ دقیقه و ۱۱ ثانیه | ۶°۴۸′شمالی ۱۵۷°۱۲′شرقی / ۶٫۸°شمالی ۱۵۷٫۲°شرقی   | ۱۶۱ کیلومتر (۱۰۰ مایل) |                 | [ ۱ ] |
| ۱۶ ژوئیه ۱۲۹۵   | ۱۷:۰۵:۲۰           | ۲۵         | حلقه‌ای | ۰.۹۷۲۷ | ۰۳ دقیقه و ۲۴ ثانیه | ۱۳°۱۲′جنوبی ۵۲°۳۰′شرقی / ۱۳٫۲°جنوبی ۵۲٫۵°شرقی   | ۱۲۲ کیلومتر (۷۶ مایل)  |                 | [ ۱ ] |
| ۱۰ ژانویه ۱۲۹۴  | ۲۳:۰۸:۳۶           | ۳۰         | حلقه‌ای | ۰.۹۹۲۴ | ۰۰ دقیقه و ۴۵ ثانیه | ۳۶°۲۴′جنوبی ۳۶°۱۸′غربی / ۳۶٫۴°جنوبی ۳۶٫۳°غربی   | ۲۷ کیلومتر (۱۷ مایل)   |                 | [ ۱ ] |
| ۶ ژوئیه ۱۲۹۴    | ۰۲:۲۶:۳۷           | ۳۵         | کامل   | ۱.۰۳۳۵ | ۰۳ دقیقه و ۰۴ ثانیه | ۳۵°۰۰′شمالی ۹۰°۳۶′غربی / ۳۵٫۰°شمالی ۹۰٫۶°غربی   | ۱۱۵ کیلومتر (۷۱ مایل)  |                 | [ ۱ ] |
| ۳۱ دسامبر ۱۲۹۴  | ۰۵:۰۳:۱۸           | ۴۰         | حلقه‌ای | ۰.۹۲۷۹ | ۰۴ دقیقه و ۳۵ ثانیه | ۷۹°۳۰′جنوبی ۹۰°۰۰′شرقی / ۷۹٫۵°جنوبی ۹۰٫۰°شرقی   | ۰۳۶ کیلومتر (۲۲ مایل)  |                 | [ ۱ ] |
| ۲۴ ژوئن ۱۲۹۳    | ۱۷:۵۱:۴۶           | ۴۵         | کامل   | ۱.۰۶۴۲ | ۰۳ دقیقه و ۲۲ ثانیه | ۸۰°۴۸′شمالی ۵۳°۴۲′غربی / ۸۰٫۸°شمالی ۵۳٫۷°غربی   | ۵۴۴ کیلومتر (۳۳۸ مایل) |                 | [ ۱ ] |
| ۱۹ نوامبر ۱۲۹۳  | ۰۹:۳۷:۲۸           | ۱۲         | جزئی   | ۰.۲۷۸۸ | —                   | ۶۲°۰۰′شمالی ۱۴۳°۴۲′غربی / ۶۲٫۰°شمالی ۱۴۳٫۷°غربی | —                      |                 | [ ۱ ] |
| ۱۶ مه ۱۲۹۲      | ۰۳:۴۱:۱۲           | ۱۷         | کامل   | ۱.۰۴۲۲ | ۰۳ دقیقه و ۲۱ ثانیه | ۳۹°۴۸′جنوبی ۸۱°۴۸′غربی / ۳۹٫۸°جنوبی ۸۱٫۸°غربی   | ۲۸۳ کیلومتر (۱۷۶ مایل) |                 | [ ۱ ] |
| ۸ نوامبر ۱۲۹۲   | ۱۳:۱۱:۱۲           | ۲۲         | حلقه‌ای | ۰.۹۶۶۵ | ۰۳ دقیقه و ۲۳ ثانیه | ۲۴°۴۸′شمالی ۱۲۶°۳۰′شرقی / ۲۴٫۸°شمالی ۱۲۶٫۵°شرقی | ۱۵۹ کیلومتر (۹۹ مایل)  |                 | [ ۱ ] |
| ۵ مه ۱۲۹۱       | ۱۵:۰۲:۰۶           | ۲۷         | حلقه‌ای | ۰.۹۹۵۱ | ۰۰ دقیقه و ۳۰ ثانیه | ۶°۱۸′شمالی ۸۴°۱۸′شرقی / ۶٫۳°شمالی ۸۴٫۳°شرقی     | ۱۷ کیلومتر (۱۱ مایل)   |                 | [ ۱ ] |
| ۲۹ اکتبر ۱۲۹۱   | ۰۰:۰۳:۵۰           | ۳۲         | کامل   | ۱.۰۲۵۴ | ۰۲ دقیقه و ۱۴ ثانیه | ۱۱°۵۴′جنوبی ۵۶°۲۴′غربی / ۱۱٫۹°جنوبی ۵۶٫۴°غربی   | ۸۶ کیلومتر (۵۳ مایل)   |                 | [ ۱ ] |
| ۲۴ آوریل ۱۲۹۰   | ۱۹:۰۷:۲۹           | ۳۷         | حلقه‌ای | ۰.۹۴۹۴ | ۰۴ دقیقه و ۳۸ ثانیه | ۴۴°۱۸′شمالی ۵°۳۰′غربی / ۴۴٫۳°شمالی ۵٫۵°غربی     | ۲۴۶ کیلومتر (۱۵۳ مایل) |                 | [ ۱ ] |
| ۱۸ اکتبر ۱۲۹۰   | ۱۵:۲۲:۱۴           | ۴۲         | کامل   | ۱.۰۴۳۶ | ۰۳ دقیقه و ۰۳ ثانیه | ۴۳°۳۶′جنوبی ۴۷°۱۸′شرقی / ۴۳٫۶°جنوبی ۴۷٫۳°شرقی   | ۲۰۴ کیلومتر (۱۲۷ مایل) |                 | [ ۱ ] |
| ۱۴ مارس ۱۲۸۹    | ۰۵:۰۹:۵۱           | ۹          | جزئی   | ۰.۲۴۲۱ | —                   | ۶۰°۵۴′جنوبی ۲۲°۳۶′غربی / ۶۰٫۹°جنوبی ۲۲٫۶°غربی   | —                      |                 | [ ۱ ] |
| ۱۲ آوریل ۱۲۸۹   | ۱۹:۳۷:۵۴           | ۴۷         | جزئی   | ۰.۲۴۲۵ | —                   | ۶۰°۳۶′شمالی ۸۳°۰۶′غربی / ۶۰٫۶°شمالی ۸۳٫۱°غربی   | —                      |                 | [ ۱ ] |
| ۷ سپتامبر ۱۲۸۹  | ۱۸:۴۶:۲۴           | ۱۴         | جزئی   | ۰.۴۰۷۹ | —                   | ۶۱°۰۶′شمالی ۱۳۶°۳۰′شرقی / ۶۱٫۱°شمالی ۱۳۶٫۵°شرقی | —                      |                 | [ ۱ ] |
| ۷ اکتبر ۱۲۸۹    | ۰۶:۲۷:۵۰           | ۵۲         | جزئی   | ۰.۲۴۴۴ | —                   | ۶۰°۴۸′جنوبی ۱۱۷°۵۴′شرقی / ۶۰٫۸°جنوبی ۱۱۷٫۹°شرقی | —                      |                 | [ ۱ ] |
| ۳ مارس ۱۲۸۸     | ۱۲:۴۴:۱۳           | ۱۹         | مرکب   | ۱.۰۱۰۵ | ۰۰ دقیقه و ۴۹ ثانیه | ۴۴°۱۲′جنوبی ۱۴۴°۱۲′شرقی / ۴۴٫۲°جنوبی ۱۴۴٫۲°شرقی | ۴۵ کیلومتر (۲۸ مایل)   |                 | [ ۱ ] |
| ۲۸ اوت ۱۲۸۸     | ۰۱:۴۵:۳۷           | ۲۴         | حلقه‌ای | ۰.۹۴۹۹ | ۰۴ دقیقه و ۲۳ ثانیه | ۴۹°۲۴′شمالی ۵۳°۰۰′غربی / ۴۹٫۴°شمالی ۵۳٫۰°غربی   | ۲۳۸ کیلومتر (۱۴۸ مایل) |                 | [ ۱ ] |
| ۲۱ فوریه ۱۲۸۷   | ۰۲:۴۱:۵۸           | ۲۹         | کامل   | ۱.۰۵۶۹ | ۰۴ دقیقه و ۵۶ ثانیه | ۸°۱۲′جنوبی ۹۰°۴۸′غربی / ۸٫۲°جنوبی ۹۰٫۸°غربی     | ۱۸۹ کیلومتر (۱۱۷ مایل) |                 | [ ۱ ] |
| ۱۷ اوت ۱۲۸۷     | ۰۲:۳۲:۳۷           | ۳۴         | حلقه‌ای | ۰.۹۳۴۳ | ۰۸ دقیقه و ۰۸ ثانیه | ۱۳°۴۸′شمالی ۹۱°۰۶′غربی / ۱۳٫۸°شمالی ۹۱٫۱°غربی   | ۲۴۶ کیلومتر (۱۵۳ مایل) |                 | [ ۱ ] |
| ۱۰ فوریه ۱۲۸۶   | ۱۹:۰۹:۴۴           | ۳۹         | کامل   | ۱.۰۴۸۸ | ۰۳ دقیقه و ۵۶ ثانیه | ۳۴°۱۸′شمالی ۳°۴۲′شرقی / ۳۴٫۳°شمالی ۳٫۷°شرقی     | ۲۸۵ کیلومتر (۱۷۷ مایل) |                 | [ ۱ ] |
| ۶ اوت ۱۲۸۶      | ۰۳:۳۱:۱۱           | ۴۴         | حلقه‌ای | ۰.۹۵۴۰ | ۰۵ دقیقه و ۰۶ ثانیه | ۳۰°۳۰′جنوبی ۱۲۱°۱۸′غربی / ۳۰٫۵°جنوبی ۱۲۱٫۳°غربی | ۲۷۶ کیلومتر (۱۷۱ مایل) |                 | [ ۱ ] |
| ۱ ژانویه ۱۲۸۵   | ۲۰:۲۲:۴۲           | ۱۱         | جزئی   | ۰.۶۰۳۰ | —                   | ۶۵°۳۰′جنوبی ۱۷۰°۰۰′شرقی / ۶۵٫۵°جنوبی ۱۷۰٫۰°شرقی | —                      |                 | [ ۱ ] |
| ۲۶ ژوئن ۱۲۸۵    | ۰۱:۴۹:۳۹           | ۱۶         | جزئی   | ۰.۷۶۳۳ | —                   | ۶۶°۲۴′شمالی ۹۴°۳۶′شرقی / ۶۶٫۴°شمالی ۹۴٫۶°شرقی   | —                      |                 | [ ۱ ] |
| ۲۵ ژوئیه ۱۲۸۵   | ۱۱:۰۲:۳۱           | ۵۴         | جزئی   | ۰.۰۹۹۳ | —                   | ۶۳°۴۸′جنوبی ۱۰۹°۱۸′شرقی / ۶۳٫۸°جنوبی ۱۰۹٫۳°شرقی | —                      |                 | [ ۱ ] |
| ۲۱ دسامبر ۱۲۸۵  | ۰۰:۰۵:۴۴           | ۲۱         | حلقه‌ای | ۰.۹۲۴۹ | ۰۷ دقیقه و ۱۶ ثانیه | ۵۷°۰۶′جنوبی ۵۲°۳۰′غربی / ۵۷٫۱°جنوبی ۵۲٫۵°غربی   | ۳۴۰ کیلومتر (۲۱۰ مایل) |                 | [ ۱ ] |
| ۱۵ ژوئن ۱۲۸۴    | ۱۸:۱۴:۰۹           | ۲۶         | کامل   | ۱.۰۷۹۳ | ۰۶ دقیقه و ۰۳ ثانیه | ۴۴°۳۰′شمالی ۳۰°۳۶′شرقی / ۴۴٫۵°شمالی ۳۰٫۶°شرقی   | ۲۷۶ کیلومتر (۱۷۱ مایل) |                 | [ ۱ ] |
| ۹ دسامبر ۱۲۸۴   | ۲۳:۱۰:۰۶           | ۳۱         | حلقه‌ای | ۰.۹۲۰۵ | ۱۱ دقیقه و ۱۱ ثانیه | ۱۴°۴۲′جنوبی ۴۰°۱۸′غربی / ۱۴٫۷°جنوبی ۴۰٫۳°غربی   | ۳۰۳ کیلومتر (۱۸۸ مایل) |                 | [ ۱ ] |
| ۵ ژوئن ۱۲۸۳     | ۱۱:۰۶:۳۶           | ۳۶         | کامل   | ۱.۰۵۹۸ | ۰۵ دقیقه و ۵۴ ثانیه | ۱°۱۲′جنوبی ۱۴۰°۵۴′شرقی / ۱٫۲°جنوبی ۱۴۰٫۹°شرقی   | ۲۱۲ کیلومتر (۱۳۲ مایل) |                 | [ ۱ ] |
| ۲۹ نوامبر ۱۲۸۳  | ۰۱:۱۰:۱۹           | ۴۱         | حلقه‌ای | ۰.۹۵۱۲ | ۰۵ دقیقه و ۲۲ ثانیه | ۳۳°۲۴′شمالی ۶۴°۰۰′غربی / ۳۳٫۴°شمالی ۶۴٫۰°غربی   | ۲۹۹ کیلومتر (۱۸۶ مایل) |                 | [ ۱ ] |
| ۲۶ آوریل ۱۲۸۲   | ۱۲:۲۷:۵۳           | ۸          | جزئی   | ۰.۰۴۷۱ | —                   | ۷۱°۰۶′شمالی ۲°۱۸′شرقی / ۷۱٫۱°شمالی ۲٫۳°شرقی     | —                      |                 | [ ۱ ] |
| ۲۵ مه ۱۲۸۲      | ۲۳:۵۱:۰۴           | ۴۶         | جزئی   | ۰.۶۵۱۷ | —                   | ۶۹°۱۲′جنوبی ۲۳°۰۶′غربی / ۶۹٫۲°جنوبی ۲۳٫۱°غربی   | —                      |                 | [ ۱ ] |
| ۱۹ اکتبر ۱۲۸۲   | ۲۲:۵۰:۱۸           | ۱۳         | جزئی   | ۰.۴۳۹۵ | —                   | ۷۱°۲۴′جنوبی ۱۴۵°۰۰′غربی / ۷۱٫۴°جنوبی ۱۴۵٫۰°غربی | —                      |                 | [ ۱ ] |
| ۱۸ نوامبر ۱۲۸۲  | ۱۰:۲۷:۱۰           | ۵۱         | جزئی   | ۰.۲۱۲۵ | —                   | ۶۹°۴۲′شمالی ۱۷۵°۱۸′غربی / ۶۹٫۷°شمالی ۱۷۵٫۳°غربی | —                      |                 | [ ۱ ] |
| ۱۴ آوریل ۱۲۸۱   | ۱۴:۵۲:۴۳           | ۱۸         | حلقه‌ای | ۰.۹۴۱۳ | ۰۵ دقیقه و ۲۲ ثانیه | ۵۵°۰۶′شمالی ۵۹°۲۴′شرقی / ۵۵٫۱°شمالی ۵۹٫۴°شرقی   | ۳۶۵ کیلومتر (۲۲۷ مایل) |                 | [ ۱ ] |
| ۸ اکتبر ۱۲۸۱    | ۱۴:۳۶:۴۰           | ۲۳         | کامل   | ۱.۰۴۳۵ | ۰۳ دقیقه و ۲۶ ثانیه | ۳۸°۵۴′جنوبی ۷۲°۰۶′شرقی / ۳۸٫۹°جنوبی ۷۲٫۱°شرقی   | ۱۸۷ کیلومتر (۱۱۶ مایل) |                 | [ ۱ ] |
| ۳ آوریل ۱۲۸۰    | ۱۵:۴۱:۳۱           | ۲۸         | حلقه‌ای | ۰.۹۵۹۶ | ۰۴ دقیقه و ۵۸ ثانیه | ۳°۰۰′شمالی ۷۲°۴۸′شرقی / ۳٫۰°شمالی ۷۲٫۸°شرقی     | ۱۴۷ کیلومتر (۹۱ مایل)  |                 | [ ۱ ] |
| ۲۸ سپتامبر ۱۲۸۰ | ۰۴:۵۰:۳۸           | ۳۳         | مرکب   | ۱.۰۱۱۰ | ۰۱ دقیقه و ۰۷ ثانیه | ۵°۲۴′شمالی ۱۲۵°۱۸′غربی / ۵٫۴°شمالی ۱۲۵٫۳°غربی   | ۳۸ کیلومتر (۲۴ مایل)   |                 | [ ۱ ] |
| ۲۳ مارس ۱۲۷۹    | ۲۱:۵۱:۳۰           | ۳۸         | مرکب   | ۱.۰۰۱۸ | ۰۰ دقیقه و ۰۹ ثانیه | ۴۶°۱۸′جنوبی ۰°۳۶′شرقی / ۴۶٫۳°جنوبی ۰٫۶°شرقی     | ۹ کیلومتر (۵٫۶ مایل)   |                 | [ ۱ ] |
| ۱۷ سپتامبر ۱۲۷۹ | ۱۳:۱۵:۵۷           | ۴۳         | حلقه‌ای | ۰.۹۵۲۳ | ۰۴ دقیقه و ۰۴ ثانیه | ۵۶°۱۸′شمالی ۱۳۳°۰۶′شرقی / ۵۶٫۳°شمالی ۱۳۳٫۱°شرقی | ۲۸۶ کیلومتر (۱۷۸ مایل) |                 | [ ۱ ] |
| ۱۲ فوریه ۱۲۷۸   | ۰۲:۲۳:۰۵           | ۱۰         | جزئی   | ۰.۶۵۱۳ | —                   | ۶۹°۲۴′شمالی ۱۱۶°۰۶′غربی / ۶۹٫۴°شمالی ۱۱۶٫۱°غربی | —                      |                 | [ ۱ ] |
| ۱۳ مارس ۱۲۷۸    | ۱۰:۵۵:۱۷           | ۴۸         | جزئی   | ۰.۲۵۹۷ | —                   | ۷۱°۱۲′جنوبی ۹۹°۱۲′غربی / ۷۱٫۲°جنوبی ۹۹٫۲°غربی   | —                      |                 | [ ۱ ] |
| ۷ اوت ۱۲۷۸      | ۲۱:۴۰:۰۶           | ۱۵         | جزئی   | ۰.۲۳۴۰ | —                   | ۶۸°۳۶′جنوبی ۳۸°۲۴′غربی / ۶۸٫۶°جنوبی ۳۸٫۴°غربی   | —                      |                 | [ ۱ ] |
| ۶ سپتامبر ۱۲۷۸  | ۱۴:۴۹:۰۱           | ۵۳         | جزئی   | ۰.۰۶۰۴ | —                   | ۷۰°۴۸′شمالی ۱۴۹°۵۴′غربی / ۷۰٫۸°شمالی ۱۴۹٫۹°غربی | —                      |                 | [ ۱ ] |
| ۱ فوریه ۱۲۷۷    | ۱۸:۳۶:۴۲           | ۲۰         | کامل   | ۱.۰۴۳۰ | ۰۴ دقیقه و ۱۳ ثانیه | ۱۰°۱۸′شمالی ۲۸°۴۸′شرقی / ۱۰٫۳°شمالی ۲۸٫۸°شرقی   | ۱۶۷ کیلومتر (۱۰۴ مایل) |                 | [ ۱ ] |
| ۲۷ ژوئیه ۱۲۷۷   | ۰۰:۰۹:۲۹           | ۲۵         | حلقه‌ای | ۰.۹۷۲۴ | ۰۳ دقیقه و ۲۰ ثانیه | ۱۸°۵۴′جنوبی ۵۷°۲۴′غربی / ۱۸٫۹°جنوبی ۵۷٫۴°غربی   | ۱۳۱ کیلومتر (۸۱ مایل)  |                 | [ ۱ ] |
| ۲۱ ژانویه ۱۲۷۶  | ۰۷:۲۰:۰۲           | ۳۰         | حلقه‌ای | ۰.۹۹۲۰ | ۰۰ دقیقه و ۴۸ ثانیه | ۳۴°۰۰′جنوبی ۱۵۸°۲۴′غربی / ۳۴٫۰°جنوبی ۱۵۸٫۴°غربی | ۲۹ کیلومتر (۱۸ مایل)   |                 | [ ۱ ] |
| ۱۶ ژوئیه ۱۲۷۶   | ۰۹:۵۱:۱۱           | ۳۵         | کامل   | ۱.۰۳۴۷ | ۰۳ دقیقه و ۱۶ ثانیه | ۳۰°۴۸′شمالی ۱۵۸°۳۶′شرقی / ۳۰٫۸°شمالی ۱۵۸٫۶°شرقی | ۱۱۸ کیلومتر (۷۳ مایل)  |                 | [ ۱ ] |
| ۱۰ ژانویه ۱۲۷۵  | ۱۲:۵۸:۰۰           | ۴۰         | حلقه‌ای | ۰.۹۲۸۸ | ۰۴ دقیقه و ۳۹ ثانیه | ۸۴°۱۲′جنوبی ۵۰°۱۸′غربی / ۸۴٫۲°جنوبی ۵۰٫۳°غربی   | ۸۷۳ کیلومتر (۵۴۲ مایل) |                 | [ ۱ ] |
| ۶ ژوئیه ۱۲۷۵    | ۰۱:۲۴:۰۵           | ۴۵         | کامل   | ۱.۰۶۵۸ | ۰۳ دقیقه و ۴۱ ثانیه | ۸۱°۱۲′شمالی ۱۰۶°۴۲′غربی / ۸۱٫۲°شمالی ۱۰۶٫۷°غربی | ۴۱۵ کیلومتر (۲۵۸ مایل) |                 | [ ۱ ] |
| ۳۰ نوامبر ۱۲۷۵  | ۱۷:۴۳:۴۷           | ۱۲         | جزئی   | ۰.۲۷۶۴ | —                   | ۶۲°۴۸′شمالی ۸۴°۱۲′شرقی / ۶۲٫۸°شمالی ۸۴٫۲°شرقی   | —                      |                 | [ ۱ ] |
| ۲۷ مه ۱۲۷۴      | ۱۰:۵۲:۴۱           | ۱۷         | کامل   | ۱.۰۳۵۶ | ۰۲ دقیقه و ۴۳ ثانیه | ۴۸°۳۶′جنوبی ۱۷۱°۴۸′شرقی / ۴۸٫۶°جنوبی ۱۷۱٫۸°شرقی | ۳۸۹ کیلومتر (۲۴۲ مایل) |                 | [ ۱ ] |
| ۱۹ نوامبر ۱۲۷۴  | ۲۱:۳۹:۴۲           | ۲۲         | حلقه‌ای | ۰.۹۶۹۱ | ۰۳ دقیقه و ۱۳ ثانیه | ۲۲°۰۶′شمالی ۴°۱۸′غربی / ۲۲٫۱°شمالی ۴٫۳°غربی     | ۱۴۷ کیلومتر (۹۱ مایل)  |                 | [ ۱ ] |
| ۱۵ مه ۱۲۷۳      | ۲۱:۴۷:۱۸           | ۲۷         | حلقه‌ای | ۰.۹۹۱۹ | ۰۰ دقیقه و ۵۲ ثانیه | ۵°۱۲′شمالی ۱۷°۳۰′غربی / ۵٫۲°شمالی ۱۷٫۵°غربی     | ۲۹ کیلومتر (۱۸ مایل)   |                 | [ ۱ ] |
| ۸ نوامبر ۱۲۷۳   | ۰۸:۵۰:۳۷           | ۳۲         | کامل   | ۱.۰۲۶۷ | ۰۲ دقیقه و ۲۱ ثانیه | ۱۶°۰۰′جنوبی ۱۷۰°۲۴′شرقی / ۱۶٫۰°جنوبی ۱۷۰٫۴°شرقی | ۹۱ کیلومتر (۵۷ مایل)   |                 | [ ۱ ] |
| ۵ مه ۱۲۷۲       | ۰۱:۳۰:۲۸           | ۳۷         | حلقه‌ای | ۰.۹۵۰۲ | ۰۴ دقیقه و ۴۱ ثانیه | ۴۳°۳۶′شمالی ۹۸°۲۴′غربی / ۴۳٫۶°شمالی ۹۸٫۴°غربی   | ۲۲۳ کیلومتر (۱۳۹ مایل) |                 | [ ۱ ] |
| ۲۹ اکتبر ۱۲۷۲   | ۰۰:۱۱:۰۱           | ۴۲         | کامل   | ۱.۰۴۱۸ | ۰۲ دقیقه و ۵۱ ثانیه | ۴۷°۴۸′جنوبی ۸۷°۳۶′غربی / ۴۷٫۸°جنوبی ۸۷٫۶°غربی   | ۱۹۶ کیلومتر (۱۲۲ مایل) |                 | [ ۱ ] |
| ۲۵ مارس ۱۲۷۱    | ۱۲:۰۶:۵۴           | ۹          | جزئی   | ۰.۱۳۶۷ | —                   | ۶۰°۴۲′جنوبی ۱۳۷°۰۶′غربی / ۶۰٫۷°جنوبی ۱۳۷٫۱°غربی | —                      |                 | [ ۱ ] |
| ۲۴ آوریل ۱۲۷۱   | ۰۲:۰۶:۰۷           | ۴۷         | جزئی   | ۰.۳۸۴۰ | —                   | ۶۰°۵۴′شمالی ۱۶۹°۴۲′شرقی / ۶۰٫۹°شمالی ۱۶۹٫۷°شرقی | —                      |                 | [ ۱ ] |
| ۱۹ سپتامبر ۱۲۷۱ | ۰۲:۵۰:۵۰           | ۱۴         | جزئی   | ۰.۳۵۷۵ | —                   | ۶۰°۴۸′شمالی ۵°۰۶′شرقی / ۶۰٫۸°شمالی ۵٫۱°شرقی     | —                      |                 | [ ۱ ] |
| ۱۸ اکتبر ۱۲۷۱   | ۱۵:۰۲:۵۶           | ۵۲         | جزئی   | ۰.۲۵۳۵ | —                   | ۶۰°۵۴′جنوبی ۲۱°۰۰′غربی / ۶۰٫۹°جنوبی ۲۱٫۰°غربی   | —                      |                 | [ ۱ ] |
| ۱۴ مارس ۱۲۷۰    | ۲۰:۱۶:۰۳           | ۱۹         | کامل   | ۱.۰۱۶۲ | ۰۱ دقیقه و ۱۵ ثانیه | ۴۲°۵۴′جنوبی ۳۱°۴۸′شرقی / ۴۲٫۹°جنوبی ۳۱٫۸°شرقی   | ۷۴ کیلومتر (۴۶ مایل)   |                 | [ ۱ ] |
| ۸ سپتامبر ۱۲۷۰  | ۰۹:۱۵:۴۱           | ۲۴         | حلقه‌ای | ۰.۹۴۳۹ | ۰۴ دقیقه و ۵۸ ثانیه | ۴۷°۱۸′شمالی ۱۶۴°۴۲′غربی / ۴۷٫۳°شمالی ۱۶۴٫۷°غربی | ۲۷۹ کیلومتر (۱۷۳ مایل) |                 | [ ۱ ] |
| ۳ مارس ۱۲۶۹     | ۱۰:۴۰:۳۷           | ۲۹         | کامل   | ۱.۰۶۱۹ | ۰۵ دقیقه و ۱۳ ثانیه | ۶°۵۴′جنوبی ۱۴۸°۳۰′شرقی / ۶٫۹°جنوبی ۱۴۸٫۵°شرقی   | ۲۰۴ کیلومتر (۱۲۷ مایل) |                 | [ ۱ ] |
| ۲۷ اوت ۱۲۶۹     | ۰۹:۴۰:۱۳           | ۳۴         | حلقه‌ای | ۰.۹۳۱۳ | ۰۸ دقیقه و ۱۵ ثانیه | ۱۳°۰۶′شمالی ۱۶۱°۲۴′شرقی / ۱۳٫۱°شمالی ۱۶۱٫۴°شرقی | ۲۵۷ کیلومتر (۱۶۰ مایل) |                 | [ ۱ ] |
| ۲۱ فوریه ۱۲۶۸   | ۰۳:۱۸:۳۲           | ۳۹         | کامل   | ۱.۰۵۱۵ | ۰۴ دقیقه و ۰۵ ثانیه | ۳۳°۱۲′شمالی ۱۲۱°۳۶′غربی / ۳۳٫۲°شمالی ۱۲۱٫۶°غربی | ۲۷۵ کیلومتر (۱۷۱ مایل) |                 | [ ۱ ] |
| ۱۶ اوت ۱۲۶۸     | ۱۰:۴۴:۲۵           | ۴۴         | حلقه‌ای | ۰.۹۵۴۶ | ۰۴ دقیقه و ۵۹ ثانیه | ۲۷°۲۴′جنوبی ۱۲۷°۴۸′شرقی / ۲۷٫۴°جنوبی ۱۲۷٫۸°شرقی | ۲۴۴ کیلومتر (۱۵۲ مایل) |                 | [ ۱ ] |
| ۱۲ ژانویه ۱۲۶۷  | ۰۴:۳۵:۰۶           | ۱۱         | جزئی   | ۰.۵۷۴۳ | —                   | ۶۴°۳۰′جنوبی ۳۵°۲۴′شرقی / ۶۴٫۵°جنوبی ۳۵٫۴°شرقی   | —                      |                 | [ ۱ ] |
| ۷ ژوئیه ۱۲۶۷    | ۰۹:۱۳:۳۰           | ۱۶         | جزئی   | ۰.۶۴۴۴ | —                   | ۶۵°۲۴′شمالی ۲۸°۱۲′غربی / ۶۵٫۴°شمالی ۲۸٫۲°غربی   | —                      |                 | [ ۱ ] |
| ۵ اوت ۱۲۶۷      | ۱۸:۳۳:۵۲           | ۵۴         | جزئی   | ۰.۲۰۵۶ | —                   | ۶۳°۰۰′جنوبی ۱۴°۳۰′غربی / ۶۳٫۰°جنوبی ۱۴٫۵°غربی   | —                      |                 | [ ۱ ] |
| ۱ ژانویه ۱۲۶۶   | ۰۸:۰۱:۳۷           | ۲۱         | حلقه‌ای | ۰.۹۲۵۲ | ۰۷ دقیقه و ۰۷ ثانیه | ۵۸°۱۲′جنوبی ۱۶۶°۲۴′غربی / ۵۸٫۲°جنوبی ۱۶۶٫۴°غربی | ۳۴۲ کیلومتر (۲۱۳ مایل) |                 | [ ۱ ] |
| ۲۷ ژوئن ۱۲۶۶    | ۰۱:۴۴:۱۵           | ۲۶         | کامل   | ۱.۰۷۷۳ | ۰۵ دقیقه و ۳۹ ثانیه | ۴۹°۵۴′شمالی ۸۰°۱۲′غربی / ۴۹٫۹°شمالی ۸۰٫۲°غربی   | ۲۷۹ کیلومتر (۱۷۳ مایل) |                 | [ ۱ ] |
| ۲۱ دسامبر ۱۲۶۶  | ۰۷:۰۷:۴۰           | ۳۱         | حلقه‌ای | ۰.۹۲۲۹ | ۱۰ دقیقه و ۴۴ ثانیه | ۱۶°۳۶′جنوبی ۱۶۰°۳۶′غربی / ۱۶٫۶°جنوبی ۱۶۰٫۶°غربی | ۲۹۳ کیلومتر (۱۸۲ مایل) |                 | [ ۱ ] |
| ۱۵ ژوئن ۱۲۶۵    | ۱۸:۲۵:۳۸           | ۳۶         | کامل   | ۱.۰۵۶۴ | ۰۵ دقیقه و ۳۸ ثانیه | ۴°۵۴′شمالی ۲۸°۱۸′شرقی / ۴٫۹°شمالی ۲۸٫۳°شرقی     | ۱۹۵ کیلومتر (۱۲۱ مایل) |                 | [ ۱ ] |
| ۹ دسامبر ۱۲۶۵   | ۰۹:۳۱:۳۱           | ۴۱         | حلقه‌ای | ۰.۹۵۴۸ | ۰۵ دقیقه و ۰۳ ثانیه | ۳۱°۰۶′شمالی ۱۶۶°۰۰′شرقی / ۳۱٫۱°شمالی ۱۶۶٫۰°شرقی | ۲۷۴ کیلومتر (۱۷۰ مایل) |                 | [ ۱ ] |
| ۵ ژوئن ۱۲۶۴     | ۰۶:۴۳:۲۳           | ۴۶         | جزئی   | ۰.۷۸۴۷ | —                   | ۶۸°۱۸′جنوبی ۱۳۹°۳۰′غربی / ۶۸٫۳°جنوبی ۱۳۹٫۵°غربی | —                      |                 | [ ۱ ] |
| ۳۰ اکتبر ۱۲۶۴   | ۰۷:۳۶:۳۶           | ۱۳         | جزئی   | ۰.۴۳۷۶ | —                   | ۷۰°۵۴′جنوبی ۶۸°۱۲′شرقی / ۷۰٫۹°جنوبی ۶۸٫۲°شرقی   | —                      |                 | [ ۱ ] |
| ۲۸ نوامبر ۱۲۶۴  | ۱۹:۱۱:۳۳           | ۵۱         | جزئی   | ۰.۲۱۷۲ | —                   | ۶۸°۴۸′شمالی ۳۹°۵۴′شرقی / ۶۸٫۸°شمالی ۳۹٫۹°شرقی   | —                      |                 | [ ۱ ] |
| ۲۵ آوریل ۱۲۶۳   | ۲۱:۱۶:۴۲           | ۱۸         | حلقه‌ای | ۰.۹۴۰۳ | ۰۴ دقیقه و ۴۹ ثانیه | ۶۶°۲۴′شمالی ۵۳°۰۰′غربی / ۶۶٫۴°شمالی ۵۳٫۰°غربی   | ۴۸۷ کیلومتر (۳۰۳ مایل) |                 | [ ۱ ] |
| ۱۹ اکتبر ۱۲۶۳   | ۲۳:۲۰:۲۲           | ۲۳         | کامل   | ۱.۰۴۰۴ | ۰۳ دقیقه و ۰۵ ثانیه | ۴۳°۴۸′جنوبی ۶۱°۴۲′غربی / ۴۳٫۸°جنوبی ۶۱٫۷°غربی   | ۱۷۵ کیلومتر (۱۰۹ مایل) |                 | [ ۱ ] |
| ۱۴ آوریل ۱۲۶۲   | ۲۲:۱۹:۲۲           | ۲۸         | حلقه‌ای | ۰.۹۶۳۸ | ۰۴ دقیقه و ۲۱ ثانیه | ۱۱°۳۰′شمالی ۳۰°۳۶′غربی / ۱۱٫۵°شمالی ۳۰٫۶°غربی   | ۱۳۲ کیلومتر (۸۲ مایل)  |                 | [ ۱ ] |
| ۹ اکتبر ۱۲۶۲    | ۱۳:۱۵:۰۳           | ۳۳         | مرکب   | ۱.۰۰۵۶ | ۰۰ دقیقه و ۳۵ ثانیه | ۰°۱۸′شمالی ۱۰۶°۱۸′شرقی / ۰٫۳°شمالی ۱۰۶٫۳°شرقی   | ۱۹ کیلومتر (۱۲ مایل)   |                 | [ ۱ ] |
| ۳ آوریل ۱۲۶۱    | ۰۵:۰۴:۱۷           | ۳۸         | مرکب   | ۱.۰۰۸۸ | ۰۰ دقیقه و ۴۸ ثانیه | ۳۷°۲۴′جنوبی ۱۱۴°۰۰′غربی / ۳۷٫۴°جنوبی ۱۱۴٫۰°غربی | ۴۰ کیلومتر (۲۵ مایل)   |                 | [ ۱ ] |
| ۲۷ سپتامبر ۱۲۶۱ | ۲۱:۰۸:۲۴           | ۴۳         | حلقه‌ای | ۰.۹۴۷۴ | ۰۴ دقیقه و ۴۸ ثانیه | ۵۰°۲۴′شمالی ۱۰°۰۰′شرقی / ۵۰٫۴°شمالی ۱۰٫۰°شرقی   | ۳۰۴ کیلومتر (۱۸۹ مایل) |                 | [ ۱ ] |
| ۲۲ فوریه ۱۲۶۰   | ۱۰:۳۰:۲۶           | ۱۰         | جزئی   | ۰.۵۸۲۳ | —                   | ۷۰°۱۲′شمالی ۱۰۷°۵۴′شرقی / ۷۰٫۲°شمالی ۱۰۷٫۹°شرقی | —                      |                 | [ ۱ ] |
| ۲۳ مارس ۱۲۶۰    | ۱۸:۳۶:۲۷           | ۴۸         | جزئی   | ۰.۳۶۶۹ | —                   | ۷۱°۳۶′جنوبی ۱۳۰°۱۲′شرقی / ۷۱٫۶°جنوبی ۱۳۰٫۲°شرقی | —                      |                 | [ ۱ ] |
| ۱۸ اوت ۱۲۶۰     | ۰۴:۴۱:۲۵           | ۱۵         | جزئی   | ۰.۱۴۹۲ | —                   | ۶۹°۳۰′جنوبی ۱۵۷°۱۸′غربی / ۶۹٫۵°جنوبی ۱۵۷٫۳°غربی | —                      |                 | [ ۱ ] |
| ۱۶ سپتامبر ۱۲۶۰ | ۲۲:۱۵:۳۹           | ۵۳         | جزئی   | ۰.۱۱۲۲ | —                   | ۷۱°۲۴′شمالی ۸۳°۲۴′شرقی / ۷۱٫۴°شمالی ۸۳٫۴°شرقی   | —                      |                 | [ ۱ ] |
| ۱۲ فوریه ۱۲۵۹   | ۰۲:۴۹:۵۰           | ۲۰         | کامل   | ۱.۰۴۳۸ | ۰۴ دقیقه و ۱۱ ثانیه | ۱۵°۰۰′شمالی ۹۸°۰۰′غربی / ۱۵٫۰°شمالی ۹۸٫۰°غربی   | ۱۷۴ کیلومتر (۱۰۸ مایل) |                 | [ ۱ ] |
| ۷ اوت ۱۲۵۹      | ۰۷:۲۲:۱۱           | ۲۵         | حلقه‌ای | ۰.۹۷۱۷ | ۰۳ دقیقه و ۱۵ ثانیه | ۲۵°۰۶′جنوبی ۱۷۰°۰۶′غربی / ۲۵٫۱°جنوبی ۱۷۰٫۱°غربی | ۱۴۴ کیلومتر (۸۹ مایل)  |                 | [ ۱ ] |
| ۱ فوریه ۱۲۵۸    | ۱۵:۲۳:۰۵           | ۳۰         | حلقه‌ای | ۰.۹۹۱۹ | ۰۰ دقیقه و ۵۰ ثانیه | ۳۰°۲۴′جنوبی ۸۰°۴۸′شرقی / ۳۰٫۴°جنوبی ۸۰٫۸°شرقی   | ۲۹ کیلومتر (۱۸ مایل)   |                 | [ ۱ ] |
| ۲۷ ژوئیه ۱۲۵۸   | ۱۷:۲۳:۱۳           | ۳۵         | کامل   | ۱.۰۳۵۲ | ۰۳ دقیقه و ۲۴ ثانیه | ۲۶°۰۶′شمالی ۴۵°۱۲′شرقی / ۲۶٫۱°شمالی ۴۵٫۲°شرقی   | ۱۱۹ کیلومتر (۷۴ مایل)  |                 | [ ۱ ] |
| ۲۱ ژانویه ۱۲۵۷  | ۲۰:۴۴:۱۱           | ۴۰         | حلقه‌ای | ۰.۹۳۰۲ | ۰۴ دقیقه و ۴۵ ثانیه | ۸۷°۰۰′جنوبی ۱۰۶°۳۶′شرقی / ۸۷٫۰°جنوبی ۱۰۶٫۶°شرقی | ۷۲۲ کیلومتر (۴۴۹ مایل) |                 | [ ۱ ] |
| ۱۶ ژوئیه ۱۲۵۷   | ۰۹:۰۲:۳۸           | ۴۵         | کامل   | ۱.۰۶۶۰ | ۰۳ دقیقه و ۵۵ ثانیه | ۷۵°۴۲′شمالی ۱۶۶°۴۸′شرقی / ۷۵٫۷°شمالی ۱۶۶٫۸°شرقی | ۳۵۳ کیلومتر (۲۱۹ مایل) |                 | [ ۱ ] |
| ۱۱ دسامبر ۱۲۵۷  | ۰۱:۵۰:۰۴           | ۱۲         | جزئی   | ۰.۲۷۳۹ | —                   | ۶۳°۴۲′شمالی ۴۸°۱۸′غربی / ۶۳٫۷°شمالی ۴۸٫۳°غربی   | —                      |                 | [ ۱ ] |
| ۶ ژوئن ۱۲۵۶     | ۱۸:۰۳:۴۳           | ۱۷         | جزئی   | ۰.۹۵۱۸ | —                   | ۶۳°۱۲′جنوبی ۷۲°۳۰′شرقی / ۶۳٫۲°جنوبی ۷۲٫۵°شرقی   | —                      |                 | [ ۱ ] |
| ۶ ژوئیه ۱۲۵۶    | ۰۱:۵۶:۱۱           | ۵۵         | جزئی   | ۰.۰۲۹۶ | —                   | ۶۵°۴۲′شمالی ۱۰۷°۳۰′شرقی / ۶۵٫۷°شمالی ۱۰۷٫۵°شرقی | —                      |                 | [ ۱ ] |
| ۳۰ نوامبر ۱۲۵۶  | ۰۶:۱۰:۰۱           | ۲۲         | حلقه‌ای | ۰.۹۷۲۳ | ۰۲ دقیقه و ۵۹ ثانیه | ۲۰°۰۰′شمالی ۱۳۵°۳۰′غربی / ۲۰٫۰°شمالی ۱۳۵٫۵°غربی | ۱۳۲ کیلومتر (۸۲ مایل)  |                 | [ ۱ ] |
| ۲۷ مه ۱۲۵۵      | ۰۴:۳۰:۰۶           | ۲۷         | حلقه‌ای | ۰.۹۸۸۲ | ۰۱ دقیقه و ۱۹ ثانیه | ۳°۱۲′شمالی ۱۱۸°۴۸′غربی / ۳٫۲°شمالی ۱۱۸٫۸°غربی   | ۴۳ کیلومتر (۲۷ مایل)   |                 | [ ۱ ] |
| ۱۹ نوامبر ۱۲۵۵  | ۱۷:۳۹:۲۹           | ۳۲         | کامل   | ۱.۰۲۸۵ | ۰۲ دقیقه و ۳۲ ثانیه | ۱۹°۳۶′جنوبی ۳۷°۰۰′شرقی / ۱۹٫۶°جنوبی ۳۷٫۰°شرقی   | ۹۷ کیلومتر (۶۰ مایل)   |                 | [ ۱ ] |
| ۱۶ مه ۱۲۵۴      | ۰۷:۴۹:۵۹           | ۳۷         | حلقه‌ای | ۰.۹۵۰۵ | ۰۴ دقیقه و ۴۹ ثانیه | ۴۲°۳۶′شمالی ۱۶۹°۴۲′شرقی / ۴۲٫۶°شمالی ۱۶۹٫۷°شرقی | ۲۰۸ کیلومتر (۱۲۹ مایل) |                 | [ ۱ ] |
| ۹ نوامبر ۱۲۵۴   | ۰۹:۰۲:۴۵           | ۴۲         | کامل   | ۱.۰۴۰۵ | ۰۲ دقیقه و ۴۳ ثانیه | ۵۲°۱۲′جنوبی ۱۳۷°۲۴′شرقی / ۵۲٫۲°جنوبی ۱۳۷٫۴°شرقی | ۱۹۰ کیلومتر (۱۲۰ مایل) |                 | [ ۱ ] |
| ۴ آوریل ۱۲۵۳    | ۱۸:۵۹:۲۳           | ۹          | جزئی   | ۰.۰۲۲۶ | —                   | ۶۰°۴۲′جنوبی ۱۰۹°۳۶′شرقی / ۶۰٫۷°جنوبی ۱۰۹٫۶°شرقی | —                      |                 | [ ۱ ] |
| ۴ مه ۱۲۵۳       | ۰۸:۳۳:۱۰           | ۴۷         | جزئی   | ۰.۵۳۰۶ | —                   | ۶۱°۱۲′شمالی ۶۲°۳۶′شرقی / ۶۱٫۲°شمالی ۶۲٫۶°شرقی   | —                      |                 | [ ۱ ] |
| ۲۹ سپتامبر ۱۲۵۳ | ۱۱:۰۱:۲۸           | ۱۴         | جزئی   | ۰.۳۱۷۶ | —                   | ۶۰°۳۶′شمالی ۱۲۷°۴۲′غربی / ۶۰٫۶°شمالی ۱۲۷٫۷°غربی | —                      |                 | [ ۱ ] |
| ۲۸ اکتبر ۱۲۵۳   | ۲۳:۴۰:۵۴           | ۵۲         | جزئی   | ۰.۲۵۷۳ | —                   | ۶۱°۱۲′جنوبی ۱۶۰°۴۸′غربی / ۶۱٫۲°جنوبی ۱۶۰٫۸°غربی | —                      |                 | [ ۱ ] |
| ۲۵ مارس ۱۲۵۲    | ۰۳:۴۳:۱۷           | ۱۹         | کامل   | ۱.۰۲۱۴ | ۰۱ دقیقه و ۳۸ ثانیه | ۴۲°۱۲′جنوبی ۷۹°۳۶′غربی / ۴۲٫۲°جنوبی ۷۹٫۶°غربی   | ۱۰۴ کیلومتر (۶۵ مایل)  |                 | [ ۱ ] |
| ۱۸ سپتامبر ۱۲۵۲ | ۱۶:۵۳:۲۶           | ۲۴         | حلقه‌ای | ۰.۹۳۸۴ | ۰۵ دقیقه و ۳۴ ثانیه | ۴۴°۴۸′شمالی ۸۰°۱۸′شرقی / ۴۴٫۸°شمالی ۸۰٫۳°شرقی   | ۳۱۹ کیلومتر (۱۹۸ مایل) |                 | [ ۱ ] |
| ۱۴ مارس ۱۲۵۱    | ۱۸:۳۱:۴۱           | ۲۹         | کامل   | ۱.۰۶۶۵ | ۰۵ دقیقه و ۲۹ ثانیه | ۵°۳۰′جنوبی ۲۹°۴۸′شرقی / ۵٫۵°جنوبی ۲۹٫۸°شرقی     | ۲۱۷ کیلومتر (۱۳۵ مایل) |                 | [ ۱ ] |
| ۷ سپتامبر ۱۲۵۱  | ۱۶:۵۷:۴۱           | ۳۴         | حلقه‌ای | ۰.۹۲۸۵ | ۰۸ دقیقه و ۲۴ ثانیه | ۱۱°۲۴′شمالی ۵۱°۱۲′شرقی / ۱۱٫۴°شمالی ۵۱٫۲°شرقی   | ۲۶۸ کیلومتر (۱۶۷ مایل) |                 | [ ۱ ] |
| ۴ مارس ۱۲۵۰     | ۱۱:۱۷:۳۲           | ۳۹         | کامل   | ۱.۰۵۴۲ | ۰۴ دقیقه و ۱۴ ثانیه | ۳۲°۱۸′شمالی ۱۱۶°۱۲′شرقی / ۳۲٫۳°شمالی ۱۱۶٫۲°شرقی | ۲۶۵ کیلومتر (۱۶۵ مایل) |                 | [ ۱ ] |
| ۲۷ اوت ۱۲۵۰     | ۱۸:۰۹:۳۵           | ۴۴         | حلقه‌ای | ۰.۹۵۴۹ | ۰۴ دقیقه و ۵۰ ثانیه | ۲۶°۰۶′جنوبی ۱۴°۰۰′شرقی / ۲۶٫۱°جنوبی ۱۴٫۰°شرقی   | ۲۲۵ کیلومتر (۱۴۰ مایل) |                 | [ ۱ ] |
| ۲۳ ژانویه ۱۲۴۹  | ۱۲:۳۶:۴۲           | ۱۱         | جزئی   | ۰.۵۳۱۰ | —                   | ۶۳°۳۶′جنوبی ۹۶°۰۶′غربی / ۶۳٫۶°جنوبی ۹۶٫۱°غربی   | —                      |                 | [ ۱ ] |
| ۲۲ فوریه ۱۲۴۹   | ۰۱:۱۹:۲۰           | ۴۹         | جزئی   | ۰.۰۴۹۳ | —                   | ۶۱°۴۸′شمالی ۱۳۱°۰۶′غربی / ۶۱٫۸°شمالی ۱۳۱٫۱°غربی | —                      |                 | [ ۱ ] |
| ۱۷ ژوئیه ۱۲۴۹   | ۱۶:۴۵:۵۸           | ۱۶         | جزئی   | ۰.۵۳۶۶ | —                   | ۶۴°۳۰′شمالی ۱۵۲°۴۸′غربی / ۶۴٫۵°شمالی ۱۵۲٫۸°غربی | —                      |                 | [ ۱ ] |
| ۱۶ اوت ۱۲۴۹     | ۰۲:۱۶:۵۷           | ۵۴         | جزئی   | ۰.۲۹۷۰ | —                   | ۶۲°۱۲′جنوبی ۱۴۱°۰۰′غربی / ۶۲٫۲°جنوبی ۱۴۱٫۰°غربی | —                      |                 | [ ۱ ] |
| ۱۱ ژانویه ۱۲۴۸  | ۱۵:۴۹:۴۷           | ۲۱         | حلقه‌ای | ۰.۹۲۶۰ | ۰۶ دقیقه و ۵۶ ثانیه | ۵۸°۱۲′جنوبی ۸۱°۵۴′شرقی / ۵۸٫۲°جنوبی ۸۱٫۹°شرقی   | ۳۴۳ کیلومتر (۲۱۳ مایل) |                 | [ ۱ ] |
| ۷ ژوئیه ۱۲۴۸    | ۰۹:۱۸:۲۳           | ۲۶         | کامل   | ۱.۰۷۴۴ | ۰۵ دقیقه و ۱۴ ثانیه | ۵۴°۱۸′شمالی ۱۶۹°۴۸′شرقی / ۵۴٫۳°شمالی ۱۶۹٫۸°شرقی | ۲۸۱ کیلومتر (۱۷۵ مایل) |                 | [ ۱ ] |
| ۳۱ دسامبر ۱۲۴۸  | ۱۵:۰۱:۴۷           | ۳۱         | حلقه‌ای | ۰.۹۲۵۹ | ۱۰ دقیقه و ۰۶ ثانیه | ۱۷°۴۸′جنوبی ۸۰°۱۲′شرقی / ۱۷٫۸°جنوبی ۸۰٫۲°شرقی   | ۲۸۰ کیلومتر (۱۷۰ مایل) |                 | [ ۱ ] |
| ۲۷ ژوئن ۱۲۴۷    | ۰۱:۴۵:۲۱           | ۳۶         | کامل   | ۱.۰۵۲۲ | ۰۵ دقیقه و ۱۳ ثانیه | ۱۰°۱۲′شمالی ۸۳°۴۸′غربی / ۱۰٫۲°شمالی ۸۳٫۸°غربی   | ۱۷۸ کیلومتر (۱۱۱ مایل) |                 | [ ۱ ] |
| ۲۰ دسامبر ۱۲۴۷  | ۱۷:۵۱:۳۹           | ۴۱         | حلقه‌ای | ۰.۹۵۹۱ | ۰۴ دقیقه و ۳۶ ثانیه | ۲۹°۱۸′شمالی ۳۶°۲۴′شرقی / ۲۹٫۳°شمالی ۳۶٫۴°شرقی   | ۲۴۴ کیلومتر (۱۵۲ مایل) |                 | [ ۱ ] |
| ۱۶ ژوئن ۱۲۴۶    | ۱۳:۳۴:۰۶           | ۴۶         | جزئی   | ۰.۹۱۷۷ | —                   | ۶۷°۱۸′جنوبی ۱۰۵°۰۰′شرقی / ۶۷٫۳°جنوبی ۱۰۵٫۰°شرقی | —                      |                 | [ ۱ ] |
| ۱۰ نوامبر ۱۲۴۶  | ۱۶:۲۷:۳۸           | ۱۳         | جزئی   | ۰.۴۴۱۵ | —                   | ۷۰°۱۲′جنوبی ۷۹°۲۴′غربی / ۷۰٫۲°جنوبی ۷۹٫۴°غربی   | —                      |                 | [ ۱ ] |
| ۱۰ دسامبر ۱۲۴۶  | ۰۳:۵۶:۱۷           | ۵۱         | جزئی   | ۰.۲۲۲۲ | —                   | ۶۷°۴۲′شمالی ۱۰۴°۲۴′غربی / ۶۷٫۷°شمالی ۱۰۴٫۴°غربی | —                      |                 | [ ۱ ] |
| ۶ مه ۱۲۴۵       | ۰۳:۳۶:۵۲           | ۱۸         | حلقه‌ای | ۰.۹۳۷۴ | ۰۴ دقیقه و ۱۶ ثانیه | ۷۵°۴۲′شمالی ۱۵۶°۱۲′شرقی / ۷۵٫۷°شمالی ۱۵۶٫۲°شرقی | ۱۴۵ کیلومتر (۹۰ مایل)  |                 | [ ۱ ] |
| ۳۰ اکتبر ۱۲۴۵   | ۰۸:۰۸:۰۴           | ۲۳         | کامل   | ۱.۰۳۷۷ | ۰۲ دقیقه و ۴۸ ثانیه | ۴۸°۳۶′جنوبی ۱۶۴°۳۰′شرقی / ۴۸٫۶°جنوبی ۱۶۴٫۵°شرقی | ۱۶۵ کیلومتر (۱۰۳ مایل) |                 | [ ۱ ] |
| ۲۵ آوریل ۱۲۴۴   | ۰۴:۵۶:۰۵           | ۲۸         | حلقه‌ای | ۰.۹۶۷۷ | ۰۳ دقیقه و ۴۵ ثانیه | ۲۰°۰۶′شمالی ۱۳۳°۴۲′غربی / ۲۰٫۱°شمالی ۱۳۳٫۷°غربی | ۱۱۹ کیلومتر (۷۴ مایل)  |                 | [ ۱ ] |
| ۱۹ اکتبر ۱۲۴۴   | ۲۱:۴۴:۱۳           | ۳۳         | مرکب   | ۱.۰۰۰۶ | ۰۰ دقیقه و ۰۴ ثانیه | ۴°۳۶′جنوبی ۲۳°۱۲′غربی / ۴٫۶°جنوبی ۲۳٫۲°غربی     | ۲ کیلومتر (۱٫۲ مایل)   |                 | [ ۱ ] |
| ۱۴ آوریل ۱۲۴۳   | ۱۲:۱۳:۳۹           | ۳۸         | کامل   | ۱.۰۱۵۵ | ۰۱ دقیقه و ۲۹ ثانیه | ۲۸°۳۰′جنوبی ۱۳۲°۴۸′شرقی / ۲۸٫۵°جنوبی ۱۳۲٫۸°شرقی | ۶۴ کیلومتر (۴۰ مایل)   |                 | [ ۱ ] |
| ۹ اکتبر ۱۲۴۳    | ۰۵:۰۶:۴۱           | ۴۳         | حلقه‌ای | ۰.۹۴۲۸ | ۰۵ دقیقه و ۳۳ ثانیه | ۴۵°۰۶′شمالی ۱۱۴°۱۸′غربی / ۴۵٫۱°شمالی ۱۱۴٫۳°غربی | ۳۲۴ کیلومتر (۲۰۱ مایل) |                 | [ ۱ ] |
| ۵ مارس ۱۲۴۲     | ۱۸:۳۰:۴۵           | ۱۰         | جزئی   | ۰.۵۰۱۰ | —                   | ۷۰°۵۴′شمالی ۲۶°۴۸′غربی / ۷۰٫۹°شمالی ۲۶٫۸°غربی   | —                      |                 | [ ۱ ] |
| ۴ آوریل ۱۲۴۲    | ۰۲:۱۲:۳۱           | ۴۸         | جزئی   | ۰.۴۸۴۵ | —                   | ۷۱°۴۲′جنوبی ۰°۴۲′شرقی / ۷۱٫۷°جنوبی ۰٫۷°شرقی     | —                      |                 | [ ۱ ] |
| ۲۹ اوت ۱۲۴۲     | ۱۱:۵۳:۰۱           | ۱۵         | جزئی   | ۰.۰۷۸۵ | —                   | ۷۰°۱۸′جنوبی ۸۰°۴۲′شرقی / ۷۰٫۳°جنوبی ۸۰٫۷°شرقی   | —                      |                 | [ ۱ ] |
| ۲۸ سپتامبر ۱۲۴۲ | ۰۵:۵۰:۳۶           | ۵۳         | جزئی   | ۰.۱۵۲۷ | —                   | ۷۱°۴۲′شمالی ۴۵°۵۴′غربی / ۷۱٫۷°شمالی ۴۵٫۹°غربی   | —                      |                 | [ ۱ ] |
| ۲۳ فوریه ۱۲۴۱   | ۱۰:۵۳:۳۸           | ۲۰         | کامل   | ۱.۰۴۴۲ | ۰۴ دقیقه و ۰۶ ثانیه | ۲۰°۳۶′شمالی ۱۳۷°۰۰′شرقی / ۲۰٫۶°شمالی ۱۳۷٫۰°شرقی | ۱۸۱ کیلومتر (۱۱۲ مایل) |                 | [ ۱ ] |
| ۱۷ اوت ۱۲۴۱     | ۱۴:۴۶:۵۱           | ۲۵         | حلقه‌ای | ۰.۹۷۰۹ | ۰۳ دقیقه و ۰۸ ثانیه | ۳۱°۱۲′جنوبی ۷۳°۳۰′شرقی / ۳۱٫۲°جنوبی ۷۳٫۵°شرقی   | ۱۵۹ کیلومتر (۹۹ مایل)  |                 | [ ۱ ] |
| ۱۱ فوریه ۱۲۴۰   | ۲۳:۱۶:۱۰           | ۳۰         | حلقه‌ای | ۰.۹۹۱۸ | ۰۰ دقیقه و ۵۲ ثانیه | ۲۵°۴۲′جنوبی ۳۸°۱۸′غربی / ۲۵٫۷°جنوبی ۳۸٫۳°غربی   | ۲۹ کیلومتر (۱۸ مایل)   |                 | [ ۱ ] |
| ۷ اوت ۱۲۴۰      | ۰۱:۰۴:۰۷           | ۳۵         | کامل   | ۱.۰۳۵۴ | ۰۳ دقیقه و ۲۸ ثانیه | ۲۱°۰۰′شمالی ۷۱°۱۲′غربی / ۲۱٫۰°شمالی ۷۱٫۲°غربی   | ۱۱۹ کیلومتر (۷۴ مایل)  |                 | [ ۱ ] |
| ۱ فوریه ۱۲۳۹    | ۰۴:۲۰:۳۸           | ۴۰         | حلقه‌ای | ۰.۹۳۲۱ | ۰۴ دقیقه و ۵۲ ثانیه | ۸۱°۴۲′جنوبی ۶۴°۴۸′غربی / ۸۱٫۷°جنوبی ۶۴٫۸°غربی   | ۵۹۶ کیلومتر (۳۷۰ مایل) |                 | [ ۱ ] |
| ۲۷ ژوئیه ۱۲۳۹   | ۱۶:۴۸:۰۲           | ۴۵         | کامل   | ۱.۰۶۵۱ | ۰۴ دقیقه و ۰۴ ثانیه | ۶۹°۱۲′شمالی ۵۹°۳۶′شرقی / ۶۹٫۲°شمالی ۵۹٫۶°شرقی   | ۳۱۴ کیلومتر (۱۹۵ مایل) |                 | [ ۱ ] |
| ۲۲ دسامبر ۱۲۳۹  | ۰۹:۵۲:۱۶           | ۱۲         | جزئی   | ۰.۲۶۴۵ | —                   | ۶۴°۳۶′شمالی ۱۸۰°۰۰′شرقی / ۶۴٫۶°شمالی ۱۸۰٫۰°شرقی | —                      |                 | [ ۱ ] |
| ۱۸ ژوئن ۱۲۳۸    | ۰۱:۱۴:۵۹           | ۱۷         | جزئی   | ۰.۸۰۴۷ | —                   | ۶۴°۰۰′جنوبی ۴۶°۲۴′غربی / ۶۴٫۰°جنوبی ۴۶٫۴°غربی   | —                      |                 | [ ۱ ] |
| ۱۷ ژوئیه ۱۲۳۸   | ۰۹:۲۹:۱۳           | ۵۵         | جزئی   | ۰.۱۴۰۸ | —                   | ۶۶°۳۶′شمالی ۱۷°۴۲′غربی / ۶۶٫۶°شمالی ۱۷٫۷°غربی   | —                      |                 | [ ۱ ] |
| ۱۱ دسامبر ۱۲۳۸  | ۱۴:۳۹:۰۸           | ۲۲         | حلقه‌ای | ۰.۹۷۶۲ | ۰۲ دقیقه و ۳۷ ثانیه | ۱۸°۳۶′شمالی ۹۳°۳۶′شرقی / ۱۸٫۶°شمالی ۹۳٫۶°شرقی   | ۱۱۳ کیلومتر (۷۰ مایل)  |                 | [ ۱ ] |
| ۶ ژوئن ۱۲۳۷     | ۱۱:۱۱:۵۴           | ۲۷         | حلقه‌ای | ۰.۹۸۳۸ | ۰۱ دقیقه و ۵۴ ثانیه | ۰°۲۴′شمالی ۱۳۹°۴۲′شرقی / ۰٫۴°شمالی ۱۳۹٫۷°شرقی   | ۶۱ کیلومتر (۳۸ مایل)   |                 | [ ۱ ] |
| ۳۰ نوامبر ۱۲۳۷  | ۰۲:۲۸:۳۵           | ۳۲         | کامل   | ۱.۰۳۰۸ | ۰۲ دقیقه و ۴۶ ثانیه | ۲۲°۳۶′جنوبی ۹۶°۰۰′غربی / ۲۲٫۶°جنوبی ۹۶٫۰°غربی   | ۱۰۴ کیلومتر (۶۵ مایل)  |                 | [ ۱ ] |
| ۲۶ مه ۱۲۳۶      | ۱۴:۰۸:۲۶           | ۳۷         | حلقه‌ای | ۰.۹۵۰۲ | ۰۵ دقیقه و ۰۳ ثانیه | ۴۱°۰۶′شمالی ۷۸°۰۶′شرقی / ۴۱٫۱°شمالی ۷۸٫۱°شرقی   | ۱۹۹ کیلومتر (۱۲۴ مایل) |                 | [ ۱ ] |
| ۱۹ نوامبر ۱۲۳۶  | ۱۷:۵۷:۱۱           | ۴۲         | کامل   | ۱.۰۳۹۶ | ۰۲ دقیقه و ۳۶ ثانیه | ۵۶°۴۲′جنوبی ۲°۴۸′شرقی / ۵۶٫۷°جنوبی ۲٫۸°شرقی     | ۱۸۷ کیلومتر (۱۱۶ مایل) |                 | [ ۱ ] |
| ۱۵ مه ۱۲۳۵      | ۱۴:۵۷:۰۳           | ۴۷         | جزئی   | ۰.۶۸۴۴ | —                   | ۶۱°۴۲′شمالی ۴۳°۴۲′غربی / ۶۱٫۷°شمالی ۴۳٫۷°غربی   | —                      |                 | [ ۱ ] |
| ۱۰ اکتبر ۱۲۳۵   | ۱۹:۱۹:۰۲           | ۱۴         | جزئی   | ۰.۲۸۹۴ | —                   | ۶۰°۳۶′شمالی ۹۷°۴۸′شرقی / ۶۰٫۶°شمالی ۹۷٫۸°شرقی   | —                      |                 | [ ۱ ] |
| ۹ نوامبر ۱۲۳۵   | ۰۸:۲۳:۰۸           | ۵۲         | جزئی   | ۰.۲۵۳۴ | —                   | ۶۱°۳۶′جنوبی ۵۸°۲۴′شرقی / ۶۱٫۶°جنوبی ۵۸٫۴°شرقی   | —                      |                 | [ ۱ ] |
| ۵ آوریل ۱۲۳۴    | ۱۱:۰۴:۲۴           | ۱۹         | کامل   | ۱.۰۲۶۱ | ۰۱ دقیقه و ۵۹ ثانیه | ۴۲°۳۶′جنوبی ۱۷۰°۳۶′شرقی / ۴۲٫۶°جنوبی ۱۷۰٫۶°شرقی | ۱۴۰ کیلومتر (۸۷ مایل)  |                 | [ ۱ ] |
| ۳۰ سپتامبر ۱۲۳۴ | ۰۰:۳۹:۲۸           | ۲۴         | حلقه‌ای | ۰.۹۳۳۴ | ۰۶ دقیقه و ۱۲ ثانیه | ۴۲°۰۰′شمالی ۳۸°۰۰′غربی / ۴۲٫۰°شمالی ۳۸٫۰°غربی   | ۳۵۹ کیلومتر (۲۲۳ مایل) |                 | [ ۱ ] |
| ۲۵ مارس ۱۲۳۳    | ۰۲:۱۶:۱۷           | ۲۹         | کامل   | ۱.۰۷۰۷ | ۰۵ دقیقه و ۴۵ ثانیه | ۴°۱۲′جنوبی ۸۷°۱۸′غربی / ۴٫۲°جنوبی ۸۷٫۳°غربی     | ۲۳۰ کیلومتر (۱۴۰ مایل) |                 | [ ۱ ] |
| ۱۸ سپتامبر ۱۲۳۳ | ۰۰:۲۵:۲۷           | ۳۴         | حلقه‌ای | ۰.۹۲۶۱ | ۰۸ دقیقه و ۳۶ ثانیه | ۸°۴۸′شمالی ۶۱°۵۴′غربی / ۸٫۸°شمالی ۶۱٫۹°غربی     | ۲۷۸ کیلومتر (۱۷۳ مایل) |                 | [ ۱ ] |
| ۱۴ مارس ۱۲۳۲    | ۱۹:۰۹:۴۸           | ۳۹         | کامل   | ۱.۰۵۶۴ | ۰۴ دقیقه و ۲۰ ثانیه | ۳۲°۰۰′شمالی ۳°۴۲′غربی / ۳۲٫۰°شمالی ۳٫۷°غربی     | ۲۵۶ کیلومتر (۱۵۹ مایل) |                 | [ ۱ ] |
| ۷ سپتامبر ۱۲۳۲  | ۰۱:۴۳:۵۸           | ۴۴         | حلقه‌ای | ۰.۹۵۵۰ | ۰۴ دقیقه و ۴۰ ثانیه | ۲۶°۱۲′جنوبی ۱۰۱°۵۴′غربی / ۲۶٫۲°جنوبی ۱۰۱٫۹°غربی | ۲۱۳ کیلومتر (۱۳۲ مایل) |                 | [ ۱ ] |
| ۲ فوریه ۱۲۳۱    | ۲۰:۳۰:۴۹           | ۱۱         | جزئی   | ۰.۴۷۸۵ | —                   | ۶۲°۴۲′جنوبی ۱۳۴°۳۰′شرقی / ۶۲٫۷°جنوبی ۱۳۴٫۵°شرقی | —                      |                 | [ ۱ ] |
| ۴ مارس ۱۲۳۱     | ۰۹:۰۲:۱۴           | ۴۹         | جزئی   | ۰.۱۱۸۹ | —                   | ۶۱°۱۸′شمالی ۱۰۲°۴۲′شرقی / ۶۱٫۳°شمالی ۱۰۲٫۷°شرقی | —                      |                 | [ ۱ ] |
| ۲۹ ژوئیه ۱۲۳۱   | ۰۰:۲۵:۱۰           | ۱۶         | جزئی   | ۰.۴۳۷۷ | —                   | ۶۳°۳۶′شمالی ۸۱°۱۲′شرقی / ۶۳٫۶°شمالی ۸۱٫۲°شرقی   | —                      |                 | [ ۱ ] |
| ۲۷ اوت ۱۲۳۱     | ۱۰:۰۸:۴۷           | ۵۴         | جزئی   | ۰.۳۷۷۲ | —                   | ۶۱°۳۶′جنوبی ۹۰°۳۰′شرقی / ۶۱٫۶°جنوبی ۹۰٫۵°شرقی   | —                      |                 | [ ۱ ] |
| ۲۲ ژانویه ۱۲۳۰  | ۲۳:۲۹:۰۵           | ۲۱         | حلقه‌ای | ۰.۹۲۷۱ | ۰۶ دقیقه و ۴۲ ثانیه | ۵۷°۳۰′جنوبی ۲۷°۵۴′غربی / ۵۷٫۵°جنوبی ۲۷٫۹°غربی   | ۳۴۴ کیلومتر (۲۱۴ مایل) |                 | [ ۱ ] |
| ۱۸ ژوئیه ۱۲۳۰   | ۱۶:۵۸:۱۰           | ۲۶         | کامل   | ۱.۰۷۰۹ | ۰۴ دقیقه و ۴۹ ثانیه | ۵۷°۰۶′شمالی ۶۰°۰۶′شرقی / ۵۷٫۱°شمالی ۶۰٫۱°شرقی   | ۲۸۱ کیلومتر (۱۷۵ مایل) |                 | [ ۱ ] |
| ۱۱ ژانویه ۱۲۲۹  | ۲۲:۴۹:۰۴           | ۳۱         | حلقه‌ای | ۰.۹۲۹۵ | ۰۹ دقیقه و ۱۹ ثانیه | ۱۸°۲۴′جنوبی ۳۷°۱۲′غربی / ۱۸٫۴°جنوبی ۳۷٫۲°غربی   | ۲۶۵ کیلومتر (۱۶۵ مایل) |                 | [ ۱ ] |
| ۷ ژوئیه ۱۲۲۹    | ۰۹:۰۹:۳۴           | ۳۶         | کامل   | ۱.۰۴۷۴ | ۰۴ دقیقه و ۴۱ ثانیه | ۱۴°۳۰′شمالی ۱۶۳°۴۲′شرقی / ۱۴٫۵°شمالی ۱۶۳٫۷°شرقی | ۱۶۰ کیلومتر (۹۹ مایل)  |                 | [ ۱ ] |
| ۳۱ دسامبر ۱۲۲۹  | ۰۲:۰۶:۳۳           | ۴۱         | حلقه‌ای | ۰.۹۶۴۱ | ۰۴ دقیقه و ۰۲ ثانیه | ۲۷°۳۰′شمالی ۹۱°۴۲′غربی / ۲۷٫۵°شمالی ۹۱٫۷°غربی   | ۲۰۸ کیلومتر (۱۲۹ مایل) |                 | [ ۱ ] |
| ۲۶ ژوئن ۱۲۲۸    | ۲۰:۲۷:۵۰           | ۴۶         | حلقه‌ای | ۰.۹۸۲۰ | ۰۱ دقیقه و ۳۷ ثانیه | ۵۲°۰۶′جنوبی ۸°۴۸′غربی / ۵۲٫۱°جنوبی ۸٫۸°غربی     | ۲۵۸ کیلومتر (۱۶۰ مایل) |                 | [ ۱ ] |
| ۲۱ نوامبر ۱۲۲۸  | ۰۱:۱۹:۴۹           | ۱۳         | جزئی   | ۰.۴۴۶۰ | —                   | ۶۹°۲۴′جنوبی ۱۳۳°۲۴′شرقی / ۶۹٫۴°جنوبی ۱۳۳٫۴°شرقی | —                      |                 | [ ۱ ] |
| ۲۰ دسامبر ۱۲۲۸  | ۱۲:۳۷:۴۹           | ۵۱         | جزئی   | ۰.۲۳۲۵ | —                   | ۶۶°۴۲′شمالی ۱۱۲°۴۲′شرقی / ۶۶٫۷°شمالی ۱۱۲٫۷°شرقی | —                      |                 | [ ۱ ] |
| ۱۷ مه ۱۲۲۷      | ۰۹:۵۳:۳۵           | ۱۸         | جزئی   | ۰.۸۵۲۱ | —                   | ۶۹°۵۴′شمالی ۱۰°۲۴′شرقی / ۶۹٫۹°شمالی ۱۰٫۴°شرقی   | —                      |                 | [ ۱ ] |
| ۱۰ نوامبر ۱۲۲۷  | ۱۶:۵۹:۰۰           | ۲۳         | کامل   | ۱.۰۳۵۵ | ۰۲ دقیقه و ۳۴ ثانیه | ۵۳°۰۶′جنوبی ۳۱°۰۰′شرقی / ۵۳٫۱°جنوبی ۳۱٫۰°شرقی   | ۱۵۶ کیلومتر (۹۷ مایل)  |                 | [ ۱ ] |
| ۶ مه ۱۲۲۶       | ۱۱:۲۹:۱۷           | ۲۸         | حلقه‌ای | ۰.۹۷۱۱ | ۰۳ دقیقه و ۱۲ ثانیه | ۲۸°۴۲′شمالی ۱۲۴°۳۰′شرقی / ۲۸٫۷°شمالی ۱۲۴٫۵°شرقی | ۱۰۸ کیلومتر (۶۷ مایل)  |                 | [ ۱ ] |
| ۳۱ اکتبر ۱۲۲۶   | ۰۶:۱۷:۳۷           | ۳۳         | حلقه‌ای | ۰.۹۹۶۳ | ۰۰ دقیقه و ۲۴ ثانیه | ۹°۰۰′جنوبی ۱۵۳°۳۰′غربی / ۹٫۰°جنوبی ۱۵۳٫۵°غربی   | ۱۳ کیلومتر (۸٫۱ مایل)  |                 | [ ۱ ] |
| ۲۴ آوریل ۱۲۲۵   | ۱۹:۱۹:۲۵           | ۳۸         | کامل   | ۱.۰۲۱۶ | ۰۲ دقیقه و ۰۹ ثانیه | ۱۹°۵۴′جنوبی ۲۱°۰۶′شرقی / ۱۹٫۹°جنوبی ۲۱٫۱°شرقی   | ۸۴ کیلومتر (۵۲ مایل)   |                 | [ ۱ ] |
| ۱۹ اکتبر ۱۲۲۵   | ۱۳:۱۱:۴۴           | ۴۳         | حلقه‌ای | ۰.۹۳۸۶ | ۰۶ دقیقه و ۱۹ ثانیه | ۴۰°۳۰′شمالی ۱۲۰°۰۶′شرقی / ۴۰٫۵°شمالی ۱۲۰٫۱°شرقی | ۳۴۴ کیلومتر (۲۱۴ مایل) |                 | [ ۱ ] |
| ۱۶ مارس ۱۲۲۴    | ۰۲:۲۳:۲۰           | ۱۰         | جزئی   | ۰.۴۰۶۷ | —                   | ۷۱°۱۸′شمالی ۱۶۰°۰۰′غربی / ۷۱٫۳°شمالی ۱۶۰٫۰°غربی | —                      |                 | [ ۱ ] |
| ۱۴ آوریل ۱۲۲۴   | ۰۹:۴۳:۲۶           | ۴۸         | جزئی   | ۰.۶۱۲۲ | —                   | ۷۱°۳۰′جنوبی ۱۲۷°۳۰′غربی / ۷۱٫۵°جنوبی ۱۲۷٫۵°غربی | —                      |                 | [ ۱ ] |
| ۸ سپتامبر ۱۲۲۴  | ۱۹:۱۴:۲۰           | ۱۵         | جزئی   | ۰.۰۲۰۹ | —                   | ۷۱°۰۰′جنوبی ۴۴°۱۸′غربی / ۷۱٫۰°جنوبی ۴۴٫۳°غربی   | —                      |                 | [ ۱ ] |
| ۸ اکتبر ۱۲۲۴    | ۱۳:۳۳:۳۹           | ۵۳         | جزئی   | ۰.۱۸۲۵ | —                   | ۷۱°۴۲′شمالی ۱۷۷°۱۸′غربی / ۷۱٫۷°شمالی ۱۷۷٫۳°غربی | —                      |                 | [ ۱ ] |
| ۵ مارس ۱۲۲۳     | ۱۸:۴۸:۵۸           | ۲۰         | کامل   | ۱.۰۴۴۴ | ۰۳ دقیقه و ۵۶ ثانیه | ۲۷°۱۲′شمالی ۱۳°۳۰′شرقی / ۲۷٫۲°شمالی ۱۳٫۵°شرقی   | ۱۸۹ کیلومتر (۱۱۷ مایل) |                 | [ ۱ ] |
| ۲۸ اوت ۱۲۲۳     | ۲۲:۲۱:۳۲           | ۲۵         | حلقه‌ای | ۰.۹۷۰۱ | ۰۳ دقیقه و ۰۱ ثانیه | ۳۷°۲۴′جنوبی ۴۵°۵۴′غربی / ۳۷٫۴°جنوبی ۴۵٫۹°غربی   | ۱۷۶ کیلومتر (۱۰۹ مایل) |                 | [ ۱ ] |
| ۲۳ فوریه ۱۲۲۲   | ۰۶:۵۸:۲۳           | ۳۰         | حلقه‌ای | ۰.۹۹۱۸ | ۰۰ دقیقه و ۵۳ ثانیه | ۲۰°۰۰′جنوبی ۱۵۵°۴۲′غربی / ۲۰٫۰°جنوبی ۱۵۵٫۷°غربی | ۲۹ کیلومتر (۱۸ مایل)   |                 | [ ۱ ] |
| ۱۸ اوت ۱۲۲۲     | ۰۸:۵۴:۲۶           | ۳۵         | کامل   | ۱.۰۳۵۱ | ۰۳ دقیقه و ۲۷ ثانیه | ۱۵°۳۶′شمالی ۱۶۹°۲۴′شرقی / ۱۵٫۶°شمالی ۱۶۹٫۴°شرقی | ۱۱۸ کیلومتر (۷۳ مایل)  |                 | [ ۱ ] |
| ۱۲ فوریه ۱۲۲۱   | ۱۱:۴۷:۳۸           | ۴۰         | حلقه‌ای | ۰.۹۳۴۳ | ۰۵ دقیقه و ۰۱ ثانیه | ۷۴°۲۴′جنوبی ۱۶۷°۵۴′شرقی / ۷۴٫۴°جنوبی ۱۶۷٫۹°شرقی | ۴۹۷ کیلومتر (۳۰۹ مایل) |                 | [ ۱ ] |
| ۷ اوت ۱۲۲۱      | ۰۰:۴۰:۲۹           | ۴۵         | کامل   | ۱.۰۶۳۶ | ۰۴ دقیقه و ۱۱ ثانیه | ۶۲°۲۴′شمالی ۵۵°۴۲′غربی / ۶۲٫۴°شمالی ۵۵٫۷°غربی   | ۲۸۵ کیلومتر (۱۷۷ مایل) |                 | [ ۱ ] |
| ۱ ژانویه ۱۲۲۰   | ۱۷:۵۰:۵۷           | ۱۲         | جزئی   | ۰.۲۴۹۶ | —                   | ۶۵°۴۲′شمالی ۴۸°۴۸′شرقی / ۶۵٫۷°شمالی ۴۸٫۸°شرقی   | —                      |                 | [ ۱ ] |
| ۲۸ ژوئن ۱۲۲۰    | ۰۸:۲۸:۴۵           | ۱۷         | جزئی   | ۰.۶۶۴۶ | —                   | ۶۵°۰۰′جنوبی ۱۶۶°۱۲′غربی / ۶۵٫۰°جنوبی ۱۶۶٫۲°غربی | —                      |                 | [ ۱ ] |
| ۲۷ ژوئیه ۱۲۲۰   | ۱۷:۰۷:۳۱           | ۵۵         | جزئی   | ۰.۲۴۲۰ | —                   | ۶۷°۳۶′شمالی ۱۴۴°۴۲′غربی / ۶۷٫۶°شمالی ۱۴۴٫۷°غربی | —                      |                 | [ ۱ ] |
| ۲۱ دسامبر ۱۲۲۰  | ۲۳:۰۶:۵۵           | ۲۲         | حلقه‌ای | ۰.۹۸۰۶ | ۰۲ دقیقه و ۱۰ ثانیه | ۱۸°۰۶′شمالی ۳۶°۴۸′غربی / ۱۸٫۱°شمالی ۳۶٫۸°غربی   | ۹۳ کیلومتر (۵۸ مایل)   |                 | [ ۱ ] |
| ۱۷ ژوئن ۱۲۱۹    | ۱۷:۵۳:۱۵           | ۲۷         | حلقه‌ای | ۰.۹۷۹۰ | ۰۲ دقیقه و ۳۴ ثانیه | ۳°۳۰′جنوبی ۳۷°۴۸′شرقی / ۳٫۵°جنوبی ۳۷٫۸°شرقی     | ۸۳ کیلومتر (۵۲ مایل)   |                 | [ ۱ ] |
| ۱۱ دسامبر ۱۲۱۹  | ۱۱:۱۷:۰۹           | ۳۲         | کامل   | ۱.۰۳۳۶ | ۰۳ دقیقه و ۰۳ ثانیه | ۲۴°۴۲′جنوبی ۱۳۱°۳۶′شرقی / ۲۴٫۷°جنوبی ۱۳۱٫۶°شرقی | ۱۱۴ کیلومتر (۷۱ مایل)  |                 | [ ۱ ] |
| ۶ ژوئن ۱۲۱۸     | ۲۰:۲۷:۳۰           | ۳۷         | حلقه‌ای | ۰.۹۴۹۵ | ۰۵ دقیقه و ۲۴ ثانیه | ۳۹°۰۶′شمالی ۱۴°۰۰′غربی / ۳۹٫۱°شمالی ۱۴٫۰°غربی   | ۱۹۶ کیلومتر (۱۲۲ مایل) |                 | [ ۱ ] |
| ۱ دسامبر ۱۲۱۸   | ۰۲:۵۰:۱۷           | ۴۲         | کامل   | ۱.۰۳۹۲ | ۰۲ دقیقه و ۳۳ ثانیه | ۶۰°۵۴′جنوبی ۱۲۹°۴۸′غربی / ۶۰٫۹°جنوبی ۱۲۹٫۸°غربی | ۱۸۶ کیلومتر (۱۱۶ مایل) |                 | [ ۱ ] |
| ۲۵ مه ۱۲۱۷      | ۲۱:۲۳:۵۱           | ۴۷         | جزئی   | ۰.۸۳۶۷ | —                   | ۶۲°۱۸′شمالی ۱۵۰°۵۴′غربی / ۶۲٫۳°شمالی ۱۵۰٫۹°غربی | —                      |                 | [ ۱ ] |
| ۲۱ اکتبر ۱۲۱۷   | ۰۳:۴۱:۳۴           | ۱۴         | جزئی   | ۰.۲۷۰۲ | —                   | ۶۰°۴۸′شمالی ۳۷°۵۴′غربی / ۶۰٫۸°شمالی ۳۷٫۹°غربی   | —                      |                 | [ ۱ ] |
| ۱۹ نوامبر ۱۲۱۷  | ۱۷:۰۵:۵۲           | ۵۲         | جزئی   | ۰.۲۴۶۶ | —                   | ۶۲°۱۲′جنوبی ۸۲°۴۸′غربی / ۶۲٫۲°جنوبی ۸۲٫۸°غربی   | —                      |                 | [ ۱ ] |
| ۱۵ آوریل ۱۲۱۶   | ۱۸:۲۲:۳۱           | ۱۹         | کامل   | ۱.۰۲۹۹ | ۰۲ دقیقه و ۱۴ ثانیه | ۴۴°۱۸′جنوبی ۶۱°۴۸′شرقی / ۴۴٫۳°جنوبی ۶۱٫۸°شرقی   | ۱۸۹ کیلومتر (۱۱۷ مایل) |                 | [ ۱ ] |
| ۱۰ اکتبر ۱۲۱۶   | ۰۸:۳۱:۲۰           | ۲۴         | حلقه‌ای | ۰.۹۲۸۹ | ۰۶ دقیقه و ۵۳ ثانیه | ۳۹°۱۸′شمالی ۱۵۸°۳۶′غربی / ۳۹٫۳°شمالی ۱۵۸٫۶°غربی | ۳۹۵ کیلومتر (۲۴۵ مایل) |                 | [ ۱ ] |
| ۵ آوریل ۱۲۱۵    | ۰۹:۵۴:۴۲           | ۲۹         | کامل   | ۱.۰۷۴۳ | ۰۶ دقیقه و ۰۰ ثانیه | ۳°۰۰′جنوبی ۱۵۷°۱۸′شرقی / ۳٫۰°جنوبی ۱۵۷٫۳°شرقی   | ۲۴۲ کیلومتر (۱۵۰ مایل) |                 | [ ۱ ] |
| ۲۹ سپتامبر ۱۲۱۵ | ۰۸:۰۲:۲۵           | ۳۴         | حلقه‌ای | ۰.۹۲۳۹ | ۰۸ دقیقه و ۴۹ ثانیه | ۵°۴۲′شمالی ۱۷۷°۳۰′غربی / ۵٫۷°شمالی ۱۷۷٫۵°غربی   | ۲۸۷ کیلومتر (۱۷۸ مایل) |                 | [ ۱ ] |
| ۲۶ مارس ۱۲۱۴    | ۰۲:۵۱:۵۳           | ۳۹         | کامل   | ۱.۰۵۸۲ | ۰۴ دقیقه و ۲۶ ثانیه | ۳۲°۰۰′شمالی ۱۲۰°۱۸′غربی / ۳۲٫۰°شمالی ۱۲۰٫۳°غربی | ۲۴۶ کیلومتر (۱۵۳ مایل) |                 | [ ۱ ] |
| ۱۸ سپتامبر ۱۲۱۴ | ۰۹:۳۰:۳۰           | ۴۴         | حلقه‌ای | ۰.۹۵۵۲ | ۰۴ دقیقه و ۲۹ ثانیه | ۲۷°۴۲′جنوبی ۱۳۹°۰۶′شرقی / ۲۷٫۷°جنوبی ۱۳۹٫۱°شرقی | ۲۰۶ کیلومتر (۱۲۸ مایل) |                 | [ ۱ ] |
| ۱۴ فوریه ۱۲۱۳   | ۰۴:۱۲:۵۵           | ۱۱         | جزئی   | ۰.۴۱۰۱ | —                   | ۶۲°۰۰′جنوبی ۸°۲۴′شرقی / ۶۲٫۰°جنوبی ۸٫۴°شرقی     | —                      |                 | [ ۱ ] |
| ۱۴ مارس ۱۲۱۳    | ۱۶:۳۳:۴۷           | ۴۹         | جزئی   | ۰.۲۰۴۰ | —                   | ۶۱°۰۰′شمالی ۲۰°۳۰′غربی / ۶۱٫۰°شمالی ۲۰٫۵°غربی   | —                      |                 | [ ۱ ] |
| ۸ اوت ۱۲۱۳      | ۰۸:۱۳:۲۰           | ۱۶         | جزئی   | ۰.۳۵۱۶ | —                   | ۶۲°۴۸′شمالی ۴۶°۴۲′غربی / ۶۲٫۸°شمالی ۴۶٫۷°غربی   | —                      |                 | [ ۱ ] |
| ۶ سپتامبر ۱۲۱۳  | ۱۸:۱۱:۰۱           | ۵۴         | جزئی   | ۰.۴۴۳۴ | —                   | ۶۱°۰۶′جنوبی ۴۰°۲۴′غربی / ۶۱٫۱°جنوبی ۴۰٫۴°غربی   | —                      |                 | [ ۱ ] |
| ۲ فوریه ۱۲۱۲    | ۰۶:۵۸:۴۰           | ۲۱         | حلقه‌ای | ۰.۹۲۸۵ | ۰۶ دقیقه و ۲۸ ثانیه | ۵۶°۱۲′جنوبی ۱۳۶°۰۰′غربی / ۵۶٫۲°جنوبی ۱۳۶٫۰°غربی | ۳۴۷ کیلومتر (۲۱۶ مایل) |                 | [ ۱ ] |
| ۲۹ ژوئیه ۱۲۱۲   | ۰۰:۴۴:۱۶           | ۲۶         | کامل   | ۱.۰۶۶۸ | ۰۴ دقیقه و ۲۵ ثانیه | ۵۸°۲۴′شمالی ۵۰°۲۴′غربی / ۵۸٫۴°شمالی ۵۰٫۴°غربی   | ۲۸۰ کیلومتر (۱۷۰ مایل) |                 | [ ۱ ] |
| ۲۲ ژانویه ۱۲۱۱  | ۰۶:۳۰:۰۳           | ۳۱         | حلقه‌ای | ۰.۹۳۳۷ | ۰۸ دقیقه و ۲۷ ثانیه | ۱۸°۲۴′جنوبی ۱۵۲°۵۴′غربی / ۱۸٫۴°جنوبی ۱۵۲٫۹°غربی | ۲۴۸ کیلومتر (۱۵۴ مایل) |                 | [ ۱ ] |
| ۱۸ ژوئیه ۱۲۱۱   | ۱۶:۳۶:۲۸           | ۳۶         | کامل   | ۱.۰۴۱۹ | ۰۴ دقیقه و ۰۴ ثانیه | ۱۷°۳۶′شمالی ۵۱°۰۶′شرقی / ۱۷٫۶°شمالی ۵۱٫۱°شرقی   | ۱۴۱ کیلومتر (۸۸ مایل)  |                 | [ ۱ ] |
| ۱۱ ژانویه ۱۲۱۰  | ۱۰:۱۷:۵۱           | ۴۱         | حلقه‌ای | ۰.۹۶۹۷ | ۰۳ دقیقه و ۲۱ ثانیه | ۲۶°۰۶′شمالی ۱۴۱°۱۸′شرقی / ۲۶٫۱°شمالی ۱۴۱٫۳°شرقی | ۱۶۹ کیلومتر (۱۰۵ مایل) |                 | [ ۱ ] |
| ۸ ژوئیه ۱۲۱۰    | ۰۳:۲۳:۳۱           | ۴۶         | حلقه‌ای | ۰.۹۷۹۶ | ۰۲ دقیقه و ۰۳ ثانیه | ۳۹°۵۴′جنوبی ۱۱۸°۰۶′غربی / ۳۹٫۹°جنوبی ۱۱۸٫۱°غربی | ۱۶۵ کیلومتر (۱۰۳ مایل) |                 | [ ۱ ] |
| ۲ دسامبر ۱۲۱۰   | ۱۰:۱۲:۳۲           | ۱۳         | جزئی   | ۰.۴۵۰۳ | —                   | ۶۸°۲۴′جنوبی ۱۳°۲۴′غربی / ۶۸٫۴°جنوبی ۱۳٫۴°غربی   | —                      |                 | [ ۱ ] |
| ۳۱ دسامبر ۱۲۱۰  | ۲۱:۱۵:۴۷           | ۵۱         | جزئی   | ۰.۲۴۹۱ | —                   | ۶۵°۳۶′شمالی ۲۸°۴۸′غربی / ۶۵٫۶°شمالی ۲۸٫۸°غربی   | —                      |                 | [ ۱ ] |
| ۲۷ مه ۱۲۰۹      | ۱۶:۱۰:۳۷           | ۱۸         | جزئی   | ۰.۷۰۲۵ | —                   | ۶۹°۰۰′شمالی ۹۷°۳۰′غربی / ۶۹٫۰°شمالی ۹۷٫۵°غربی   | —                      |                 | [ ۱ ] |
| ۲۱ نوامبر ۱۲۰۹  | ۰۱:۵۱:۴۷           | ۲۳         | کامل   | ۱.۰۳۳۷ | ۰۲ دقیقه و ۲۴ ثانیه | ۵۷°۰۶′جنوبی ۱۰۱°۱۸′غربی / ۵۷٫۱°جنوبی ۱۰۱٫۳°غربی | ۱۴۹ کیلومتر (۹۳ مایل)  |                 | [ ۱ ] |
| ۱۶ مه ۱۲۰۸      | ۱۸:۰۳:۰۷           | ۲۸         | حلقه‌ای | ۰.۹۷۴۰ | ۰۲ دقیقه و ۴۲ ثانیه | ۳۷°۱۲′شمالی ۲۳°۰۶′شرقی / ۳۷٫۲°شمالی ۲۳٫۱°شرقی   | ۱۰۰ کیلومتر (۶۲ مایل)  |                 | [ ۱ ] |
| ۱۰ نوامبر ۱۲۰۸  | ۱۴:۵۳:۰۸           | ۳۳         | حلقه‌ای | ۰.۹۹۲۳ | ۰۰ دقیقه و ۴۹ ثانیه | ۱۲°۵۴′جنوبی ۷۶°۰۰′شرقی / ۱۲٫۹°جنوبی ۷۶٫۰°شرقی   | ۲۷ کیلومتر (۱۷ مایل)   |                 | [ ۱ ] |
| ۶ مه ۱۲۰۷       | ۰۲:۲۴:۲۷           | ۳۸         | کامل   | ۱.۰۲۷۱ | ۰۲ دقیقه و ۴۷ ثانیه | ۱۱°۳۰′جنوبی ۸۹°۵۴′غربی / ۱۱٫۵°جنوبی ۸۹٫۹°غربی   | ۱۰۱ کیلومتر (۶۳ مایل)  |                 | [ ۱ ] |
| ۳۰ اکتبر ۱۲۰۷   | ۲۱:۲۰:۰۳           | ۴۳         | حلقه‌ای | ۰.۹۳۵۰ | ۰۷ دقیقه و ۰۴ ثانیه | ۳۶°۳۰′شمالی ۶°۱۸′غربی / ۳۶٫۵°شمالی ۶٫۳°غربی     | ۳۶۳ کیلومتر (۲۲۶ مایل) |                 | [ ۱ ] |
| ۲۷ مارس ۱۲۰۶    | ۱۰:۰۸:۴۱           | ۱۰         | جزئی   | ۰.۳۰۰۵ | —                   | ۷۱°۳۶′شمالی ۶۸°۱۸′شرقی / ۷۱٫۶°شمالی ۶۸٫۳°شرقی   | —                      |                 | [ ۱ ] |
| ۲۵ آوریل ۱۲۰۶   | ۱۷:۱۰:۳۵           | ۴۸         | جزئی   | ۰.۷۴۷۶ | —                   | ۷۱°۱۲′جنوبی ۱۰۵°۳۶′شرقی / ۷۱٫۲°جنوبی ۱۰۵٫۶°شرقی | —                      |                 | [ ۱ ] |
| ۱۹ اکتبر ۱۲۰۶   | ۲۱:۲۳:۲۶           | ۵۳         | جزئی   | ۰.۲۰۳۳ | —                   | ۷۱°۳۰′شمالی ۴۹°۳۶′شرقی / ۷۱٫۵°شمالی ۴۹٫۶°شرقی   | —                      |                 | [ ۱ ] |
| ۱۶ مارس ۱۲۰۵    | ۰۲:۳۵:۳۶           | ۲۰         | کامل   | ۱.۰۴۳۹ | ۰۳ دقیقه و ۴۱ ثانیه | ۳۴°۳۶′شمالی ۱۰۸°۳۰′غربی / ۳۴٫۶°شمالی ۱۰۸٫۵°غربی | ۱۹۸ کیلومتر (۱۲۳ مایل) |                 | [ ۱ ] |
| ۸ سپتامبر ۱۲۰۵  | ۰۶:۰۶:۴۱           | ۲۵         | حلقه‌ای | ۰.۹۶۹۴ | ۰۲ دقیقه و ۵۳ ثانیه | ۴۳°۲۴′جنوبی ۱۶۸°۳۰′غربی / ۴۳٫۴°جنوبی ۱۶۸٫۵°غربی | ۱۹۴ کیلومتر (۱۲۱ مایل) |                 | [ ۱ ] |
| ۵ مارس ۱۲۰۴     | ۱۴:۳۰:۳۷           | ۳۰         | حلقه‌ای | ۰.۹۹۱۶ | ۰۰ دقیقه و ۵۵ ثانیه | ۱۳°۳۰′جنوبی ۸۸°۴۲′شرقی / ۱۳٫۵°جنوبی ۸۸٫۷°شرقی   | ۳۰ کیلومتر (۱۹ مایل)   |                 | [ ۱ ] |
| ۲۸ اوت ۱۲۰۴     | ۱۶:۵۴:۳۲           | ۳۵         | کامل   | ۱.۰۳۴۷ | ۰۳ دقیقه و ۲۴ ثانیه | ۱۰°۰۶′شمالی ۴۷°۱۲′شرقی / ۱۰٫۱°شمالی ۴۷٫۲°شرقی   | ۱۱۷ کیلومتر (۷۳ مایل)  |                 | [ ۱ ] |
| ۲۲ فوریه ۱۲۰۳   | ۱۹:۰۲:۵۲           | ۴۰         | حلقه‌ای | ۰.۹۳۶۷ | ۰۵ دقیقه و ۱۲ ثانیه | ۶۶°۲۴′جنوبی ۴۹°۲۴′شرقی / ۶۶٫۴°جنوبی ۴۹٫۴°شرقی   | ۴۱۷ کیلومتر (۲۵۹ مایل) |                 | [ ۱ ] |
| ۱۸ اوت ۱۲۰۳     | ۰۸:۴۱:۰۱           | ۴۵         | کامل   | ۱.۰۶۱۳ | ۰۴ دقیقه و ۱۵ ثانیه | ۵۵°۴۸′شمالی ۱۷۵°۴۸′غربی / ۵۵٫۸°شمالی ۱۷۵٫۸°غربی | ۲۶۱ کیلومتر (۱۶۲ مایل) |                 | [ ۱ ] |
| ۱۳ ژانویه ۱۲۰۲  | ۰۱:۴۲:۵۸           | ۱۲         | جزئی   | ۰.۲۲۴۷ | —                   | ۶۶°۴۲′شمالی ۸۱°۱۸′غربی / ۶۶٫۷°شمالی ۸۱٫۳°غربی   | —                      |                 | [ ۱ ] |
| ۱۱ فوریه ۱۲۰۲   | ۱۸:۵۲:۵۴           | ۵۰         | جزئی   | ۰.۰۵۴۰ | —                   | ۶۹°۳۰′جنوبی ۱۷۰°۰۶′شرقی / ۶۹٫۵°جنوبی ۱۷۰٫۱°شرقی | —                      |                 | [ ۱ ] |
| ۹ ژوئیه ۱۲۰۲    | ۱۵:۴۵:۵۵           | ۱۷         | جزئی   | ۰.۵۳۳۲ | —                   | ۶۶°۰۰′جنوبی ۷۲°۵۴′شرقی / ۶۶٫۰°جنوبی ۷۲٫۹°شرقی   | —                      |                 | [ ۱ ] |
| ۸ اوت ۱۲۰۲      | ۰۰:۵۳:۱۱           | ۵۵         | جزئی   | ۰.۳۳۰۱ | —                   | ۶۸°۳۶′شمالی ۸۵°۵۴′شرقی / ۶۸٫۶°شمالی ۸۵٫۹°شرقی   | —                      |                 | [ ۱ ] |
| ۲ ژانویه ۱۲۰۱   | ۰۷:۲۹:۲۳           | ۲۲         | حلقه‌ای | ۰.۹۸۵۵ | ۰۱ دقیقه و ۳۷ ثانیه | ۱۸°۴۲′شمالی ۱۶۶°۰۰′غربی / ۱۸٫۷°شمالی ۱۶۶٫۰°غربی | ۷۰ کیلومتر (۴۳ مایل)   |                 | [ ۱ ] |
| ۲۸ ژوئن ۱۲۰۱    | ۰۰:۳۷:۲۰           | ۲۷         | حلقه‌ای | ۰.۹۷۳۶ | ۰۳ دقیقه و ۱۹ ثانیه | ۸°۰۶′جنوبی ۶۵°۲۴′غربی / ۸٫۱°جنوبی ۶۵٫۴°غربی     | ۱۱۱ کیلومتر (۶۹ مایل)  |                 | [ ۱ ] |
| ۲۱ دسامبر ۱۲۰۱  | ۲۰:۰۳:۱۵           | ۳۲         | کامل   | ۱.۰۳۷۰ | ۰۳ دقیقه و ۲۲ ثانیه | ۲۵°۵۴′جنوبی ۰°۰۶′شرقی / ۲۵٫۹°جنوبی ۰٫۱°شرقی     | ۱۲۴ کیلومتر (۷۷ مایل)  |                 | [ ۱ ] |